# 銀河英雄傳說
《銀河英雄傳說》（日语：銀河英雄伝説），简称「銀英傳」，是日本小說家田中芳樹創作的太空歌劇式長篇科幻架空歷史小說，以及根據小說改編的動畫、漫畫、電子遊戲等相關作品。

## 概要
人类在遥远的未来，生存圈扩展到全银河系，由於財富帶來糜爛，人們對政治失去信心，漸漸疏於履行民主之義務，野心家趁機奪權，重回專制體制，建立「銀河帝國」。不滿帝制的人民展開逃亡，成立「自由行星同盟」，加上夾在中间之强大经济体——獨立城邦國家費沙自治領，以及背後暗地操控的宗教勢力——地球教。帝国与同盟双方形成僵持局面，相互争战达150多年。
宇宙曆796年（帝國曆487年）1月，帝國軍萊因哈特·馮·羅嚴克拉姆、同盟軍杨文里於亞斯提會戰首次交锋，在宿命的對決下，銀河的歷史又翻過了一頁……。

## 歷史

### 銀河帝國歷代皇帝列表
| －高登巴姆（黃金樹）王朝帝系表－ | －高登巴姆（黃金樹）王朝帝系表－ | －高登巴姆（黃金樹）王朝帝系表－ | －高登巴姆（黃金樹）王朝帝系表－ |
| -------------------------------- | -------------------------------- | -------------------------------- | -------------------------------- |
| 代                               | 名稱                             | 稱號                             | 在位期（帝國曆）                 |
| 第1代                            | 魯道夫·馮·高登巴姆               | 大帝                             | 元年—42年                        |
| 第2代                            | 吉斯穆特一世                     | ---                              | 42年--?年                        |
| 第3代                            | 利夏爾一世                       | ---                              | ---                              |
| 第4代                            | 奧特佛利特一世                   | ---                              | ---                              |
| 第5代                            | 卡司帕                           | ---                              | 123年—124年                      |
| 第6代                            | 優利烏斯                         | ---                              | 124年—144年                      |
| 第7代                            | 吉斯穆特二世                     | 癡愚帝                           | 144年—159年                      |
| 第8代                            | 奧特佛利特二世                   | 再建帝                           | 159年—165年                      |
| 第9代                            | 奧古斯都一世                     | ---                              | 165年--?年                       |
| 第10代                           | 耶利希一世                       | ---                              | ---                              |
| 第11代                           | 利夏爾二世                       | ---                              | ---                              |
| 第12代                           | 歐特·亥恩茲一世                  | ---                              | ---                              |
| 第13代                           | 利夏爾三世                       | ---                              | ---                              |
| 第14代                           | 奧古斯都二世                     | 流血帝                           | 247年—253年                      |
| 第15代                           | 耶利希二世                       | 止血帝                           | 253年--?年                       |
| 第16代                           | 佛瑞德里希一世                   | ---                              | ---                              |
| 第17代                           | 雷恩哈爾特一世                   | ---                              | ---                              |
| 第18代                           | 佛瑞德里希二世                   | ---                              | ---                              |
| 第19代                           | 雷恩哈爾特二世                   | ---                              | ---                              |
| 第20代                           | 佛瑞德里希三世                   | 敗軍帝                           | 330年—336年                      |
| 第21代                           | 馬克亞米利安·由謝夫一世          | ---                              | 336年—讓位                       |
| 第22代                           | 古斯達夫                         | 百日帝                           | 336年—337年，在337年遭到暗殺     |
| 第23代                           | 馬克亞米利安·由謝夫二世          | 睛眼帝                           | 337年--350年                     |
| 第24代                           | 寇爾尼涅亞斯一世                 | 元帥量産帝                       | 350年代--?年                     |
| 第25代                           | 曼夫瑞一世                       | ---                              | ---                              |
| 第26代                           | 赫穆特                           | ---                              | ---                              |
| 第27代                           | 曼夫瑞二世                       | 亡命帝                           | 398年—399年，在399年遭到暗殺     |
| 第28代                           | 威爾赫姆一世                     | ---                              | 399年--?年                       |
| 第29代                           | 威爾赫姆二世                     | ---                              | ---                              |
| 第30代                           | 寇爾尼涅亞斯二世                 | ---                              | ---                              |
| 第31代                           | 奧特佛利特三世                   | ---                              | ---                              |
| 第32代                           | 艾爾威·約瑟夫一世                | ---                              | ---                              |
| 第33代                           | 奧特佛利特四世                   | 強精帝                           | ---                              |
| 第34代                           | 歐特·亥恩茲二世                  | ---                              | ---                              |
| 第35代                           | 奧特佛利特五世                   | ---                              | ?年--456年                       |
| 第36代                           | 佛瑞德里希四世                   | ---                              | 456年—487年                      |
| 第37代                           | 艾爾威·約瑟夫二世                | 廢帝                             | 487年—489年                      |
| 末代                             | 卡洛琳                           | 女帝                             | 489年—490年6月20日退位           |

| －羅嚴克拉姆王朝帝系表－ | －羅嚴克拉姆王朝帝系表－      | －羅嚴克拉姆王朝帝系表－ | －羅嚴克拉姆王朝帝系表－ |
| ------------------------ | ----------------------------- | ------------------------ | ------------------------ |
| 代                       | 名稱                          | 稱號                     | 在位期（新帝國曆）       |
| 第1代                    | 萊因哈特·馮·羅嚴克拉姆        | 獅子帝                   | 元年—3年7月26日          |
| 第2代                    | 亞歷山大·齊格飛·馮·羅嚴克拉姆 | 幼帝                     | 3年8月--?年              |

## 軍事

### 帝國戰艦概要
高登巴姆王朝時，帝國軍艦隊共18個，各艦隊擁有8000至10000艘以上艦艇。當萊因哈特被晉升為帝國元帥，擔任帝國宇宙艦隊副司令官後，得到一半共9個艦隊司令之任命權，其中並不包括貴族之私人艦隊。羅嚴克拉姆王朝時，各艦隊由多個分艦隊司令擔任艦隊指揮權，由一個高階長官或皇帝督師，因此艦隊數目表面上大增，但各艦隊艦艇單位卻由萬減至數千。
帝國軍艦艇以負責領土內行星治安任務為主，戰鬥單位為宇宙艦隊。大部分軍艦有大氣層內降落能力。與同盟軍同級軍艦相較之下主炮門數較少，外型特徵是動力系統採用分散配置。高級指揮官座艦常具備特殊設計風格。軍艦內部軍官使用區之裝飾，會使人聯想到貴族宅邸；艦橋周圍有圓柱排列，中央部地板稍微高之處，有豪華之指揮官座位。在軍艦側面與同盟軍之差異是沒有識別號碼，但有帝國國章。部分大貴族戰艦另設"直衛盾艦"，利普休達特戰役後，由於人道理由全部廢止。

### 同盟戰艦概要
同盟軍艦艇設計上以和帝國軍戰鬥為主，不具備在大氣層以內降落能力，而是以專用艦載登陸艇擔任運送任務。與帝國軍艦艇不同，同盟軍艦艇強調機動性，適合大量生產。單一推進系統包覆在艦體內部。艦內裝飾以實用為主。指揮官位置是在艦橋靠近後方最上層部（設有座位，但是在指揮時不使用）。
在故事中，同盟軍初期共設有12支艦隊。第2、4、6艦隊在阿斯提會戰中被萊因哈特重創後，殘存艦艇被整合為第13艦隊，令艦隊數目變成10支。在同盟軍遠征帝國之役中，同盟軍失去大量將官、艦艇和士兵，參戰的艦隊中殘存的艦艇被重新分配至第1、11及第13艦隊中，當時同盟軍只剩下3支艦隊。在同盟的內戰中，參與革命的第11艦隊被第13艦隊擊潰，令同盟軍只剩下2支艦隊。至萊因哈特遠征同盟的「諸神的黃昏」中，同盟軍緊急組建第14、15艦隊，和第1艦隊在第一次蘭堤馬裏歐星域會戰中幾近遭帝國軍全滅，殘存艦艇歸入第13艦隊中，第13艦隊成為同盟軍中唯一的艦隊。至同盟與帝國簽下和約後，同盟軍艦隊被迫全數解散。艦隊司令官乘坐的是旗艦，平均擁有40門主炮，數量最大的有80門，艦體上下一般是通訊天線。宇宙曆790年代，艦隊指揮官旗艦除第13艦隊旗艦休伯利安（Hyperion）號外，其他旗艦都是「阿基琉斯級（Achilles）或帕特羅克洛斯級（Patroclus）」兩種，不過根據建造時期先後，可由觀察艦身細微部分發現不同之處。

### 艦種
- 旗艦

軍階在准將以上的指揮官才會有專門旗艦，但是艦隊總司令使用之旗艦性能和裝備都更好一些。旗艦一般艦身長在800至1,100公尺左右。主要武器是中子炮及飛彈，外加30架左右戰鬥艇。即使是同型軍艦，裝飾上每隻軍艦都會不同。
- 標準型战艦

艦長650公尺左右。攻擊和防禦力比較高，也是艦隊作戰的主角。
- 高速战艦

高速戰艦出現在動畫與小說中的帝國軍（小說於飛翔篇第六章第二節），如黑色槍騎兵艦隊、地球教討伐軍，遊戲版中則雙方都有。裝備與性能跟接近標準型戰艦，只是生產成本較高和速度較快。
- 宇宙母艦

帝國和同盟均有建造宇宙母艦，但是數量不多。同盟軍的航空母艦史是由宇宙曆750年開始，初代的航空母艦只可乘載十二艘戰機。不過，由於航空母艦所載戰機多少對收集情報有很大影響，所以同盟軍終於編組了第一隊航空母艦機動部隊。當時的宇宙艦隊司令官以六艘航空母艦組成一隊機動部隊，然後大膽向帝國軍艦隊集結地進行奇襲，戰績彪炳。而帝國軍在這時開始才警覺到空母的重要性要積極追趕開發。帝國軍的宇宙母艦從動畫第2期開始登場，從母艦側面進出機庫，外表與其他戰艦差異不大。
同盟軍宇宙母艦在腹部以開放型態容納100架戰鬥艇，因此能夠迅速讓全數戰鬥艇出動，不過在受到攻擊就也很容易產生爆炸。
- 巡洋艦

無論是帝國或同盟軍，這個艦種的生產數量最多，而且生產成本比戦艦低。射程較遠的主砲的射擊角度集中在前方，但低成本帶來防禦力不足及攻擊力無法持久等缺點。在第7次伊謝爾倫要塞攻略戰中，不萊梅（Bremen）級輕巡航艦首次登場，不過動畫沒有特別區分重巡洋舰與轻巡洋舰。除了同盟瑞達II（Leda II）級以外，大多都是大量生產同一種級別的軍艦。
- 驅逐艦

驅逐艦的艦長大約是200公尺，防禦力較弱，但是部署數量大，機動性出色，火砲涵蓋角度廣。不過在動畫中的描寫較少。特別是同盟軍驅逐艦幾乎一出場就被消滅掉，帝國軍的驅逐艦比較活躍，經常在巡哨和警備任務中出現。
- 飛彈艦/炮艦

這是同盟軍獨有的艦種，多由巡航艦改裝而成，作為長距離炮戰之用。
- 輸送艦

結合運輸和補給兩用的軍艦，沒有武裝。
- 工作艦

擔任艦艇修理。外型上帝國軍是H型，同盟軍類似馬鞍型，進行修理時，把軍艦夾在各塌陷的地方處理。
- 傑夫粒子特殊工作艦

動畫實體化登場特殊工作艦，三台圓筒狀放射裝置，由工作艦導引傑夫粒子點燃濃密粒子群，放出如星際間物質（雲柱）宇宙火焰，是帝國軍專用秘密武器。吉爾菲艾斯是首創應用在軍事上的將領。

### 軍銜
| －帝國軍軍銜表－ | －帝國軍軍銜表－ | －帝國軍軍銜表－ | －帝國軍軍銜表－                                                                                                  |
| 將官             |                  |                  | |
| ---------------- | ---------------- | ---------------- | --- |
| 將官             | 日版原稱         | 中文譯名         | 附加職位 |
| 將官             | 元帥             | 元帥             | -----帝國軍最高司令官 -----新領土總督 -----軍務尚書 -----統帥本部總長 -----宇宙艦隊司令長官                       |
| 將官             | 上級大将         | 一級上將         | ----宇宙艦隊副司令長官 ----戰役總大將 ----大本營幕僚總監 ----軍務省次官 ----統帥本部次長 ----總參謀長             |
| 將官             | 大将             | 上將             | ---帝都防衛司令長官 ---伊謝爾倫要塞司令長官 ---伊謝爾倫艦隊司令長官 ---憲兵總監 ---裝甲擲彈兵總監 ---科學技術總監 |
| 將官             | 中将             | 中將             | --艦隊司令長官 --分艦隊司令長官                                                                                   |
| 將官             | 少将             | 少將             | -分艦隊司令長官 -據點防衛司令長官                                                                                 |
| 將官             | 准将             | 准将             | -分艦隊司令長官                                                                                                   |
| 佐官             |                  |                  | |
| 大佐             | 上校             | 總旗艦艦長 參謀  | |
| 中佐             | 中校             | 旗艦艦長 參謀    | |
| 少佐             | 少校             | 艦長 參謀        | |
| 尉官             |                  |                  | |
| 大尉             | 上尉             | 副官             | |
| 中尉             | 中尉             | 副官             | |
| 少尉             | 少尉             | 副官             | |
| 准尉             | 准尉             | --               | |
| 士官             |                  |                  | |
| 曹長             | 上士             | --               | |
| 軍曹             | 中士             | --               | |
| 伍長             | 下士             | --               | |
| 兵卒             |                  |                  | |
| 一等兵           | 一等兵           | --               | |
| 二等兵           | 二等兵           | --               | |

| －同盟軍軍銜表－ | －同盟軍軍銜表－ | －同盟軍軍銜表－               | －同盟軍軍銜表－ |
| 將官             |                  |                                | |
| ---------------- | ---------------- | ------------------------------ | --- |
| 將官             | 日版原稱         | 中文譯名                       | 附加職位 |
| 將官             | 元帥             | 元帥                           | -----統合作戰本部長 -----宇宙艦隊司令長官 -----大戰役總司令 |
| 將官             | 大将             | 上將                           | ----宇宙艦隊司令長官 ----總參謀長 ----統合作戰本部（代理）部長 ----統合作戰本部次長 ----後方勤務本部長 ----戰役總司令 ----伊謝爾倫要塞司令長官 ----伊謝爾倫艦隊司令長官 |
| 將官             | 中将             | 中將                           | ---艦隊司令長官 ---分艦隊司令長官 ---情報部長 |
| 將官             | 少将             | 少将                           | --艦隊副司令長官 --分艦隊司令長官 --行星防衛司令長官 --主任參謀 |
| 將官             | 准將             | 准將                           | -艦隊副司令長官 -分艦隊司令長官 -主任參謀 |
| 校官             |                  |                                | |
| 大佐             | 上校             | 總旗艦艦長 參謀 薔薇騎士團團長 | |
| 中佐             | 中校             | 旗艦艦長 參謀                  | |
| 少佐             | 少校             | 艦長 參謀                      | |
| 尉官             |                  |                                | |
| 大尉             | 上尉             | 副官                           | |
| 中尉             | 中尉             | 副官                           | |
| 少尉             | 少尉             | 副官                           | |
| 准尉             | 准尉             | --                             | |
| 士官             |                  |                                | |
| 曹長             | 上士             | --                             | |
| 軍曹             | 中士             | --                             | |
| 伍長             | 下士             | --                             | |
| 兵卒             |                  |                                | |
| 一等兵           | 一等兵           | --                             | |
| 二等兵           | 二等兵           | --                             | |

## 政治

### 銀河帝國
銀河帝國是田中芳樹的創作：《銀河英雄傳說》中虛構的政體，它的前身是銀河聯邦共和國，開國皇帝是魯道夫·馮·高登巴姆，政體為皇帝專制與貴族分封，利用皇室血緣以及將信賴的貴族封到各個星球鎮守來穩固統治，雖然有像布朗敘百克公爵那種魚肉百姓的惡徒，但也不乏像瑪琳道夫伯爵那樣愛民如子的領主。與帝國進行政治、軍事對立的國家是自由行星同盟，雖然帝國的總體國力與經濟都勝於同盟，但並沒有辦法在短時間內跟同盟分出勝負。首都為奧丁行星，總人口約250億。

#### 歷史

##### 銀河聯邦的衰敗
在結束了天狼星與地球之間的戰爭後，雖然歷經了暗殺、分裂以及動亂，終於在西元2801年建立了統一的人類政權，改元宇宙曆元年，立國銀河聯邦，政體為議會共和制。然而隨著時間的流逝，安定與和平的社會風氣使人類社會開始出現道德低下，並且漠視政治權利的狀況，人們藉由情色、毒品還有犯罪行為來麻醉自己，成為了當時社會的常態。

##### 魯道夫的崛起
魯道夫·馮·高登巴姆生於宇宙曆268年，以軍人的身分肅清了當時讓聯邦政府頭痛不已的宇宙海盜。由於作風強硬、生活嚴謹，所以被當時的人民奉為英雄。宇宙曆296年，聯邦高層畏於魯道夫在民間的聲望，以升官為由將魯道夫調至後勤文書官。魯道夫看準時機選擇退伍，並以政治家的身分步入政壇、籌組政黨，以清新、年輕的風氣與硬派的作風，加上民間極高的威望，很快的奪得政權成為執政黨。

##### 終身執政與高登巴姆王朝
在民眾夾道歡迎之下，魯道夫一反過去聯邦政府畏首畏尾的姿態，對政治、經濟以及軍事進行大刀闊斧的改革，但是在保守派與共和派的眼裡，魯道夫的硬漢作風不但有違民主精神，甚至可能還侵犯了人道主義提倡人類的基本權利。但是民眾對魯道夫的簇擁太過於熱情，這些反對的聲音就在民眾的歡呼聲中被淹沒。而最後，魯道夫露出了獠牙，在民眾的狂熱信仰中自封為終身執政，此舉引起了議會的警惕，並以魯道夫違憲為由，提議將魯道夫彈劾。但是掌握了軍隊與民意的魯道夫並沒有給議會機會，他於宇宙曆310年稱帝，將宇宙曆改為帝國曆，開始了他中央集權的野心。
雖然人們對於魯道夫的稱帝頗有微詞，但是人民還是接受魯道夫成為終身的統治者。但在帝國曆9年(宇宙曆318年)，魯道夫頒布劣等遺傳因子排除法，並解散議會屠殺共和派人士，此時人民才開始懷疑自己是不是擁戴一個惡魔成為他們的君主。魯道夫創立了白人至上主義的貴族制度，用以填補議會的功能，從此以皇帝為首的貴族階層，成為了統治政治、社會、經濟和軍事的基本架構。之後人類社會有200年完全沒有民主體制的政體，直到帝國曆218年(宇宙曆527年)，逃亡者在帝國未知的星系建立起自由行星同盟，民主的種子才重新在人類社會中再次發芽。

##### 與「叛亂軍」的戰鬥
帝國曆331年(宇宙曆640年)，帝國軍與同盟軍開始交火，從此展開同盟政府與帝國長達150年的戰爭。初期戰爭互有勝負，但是在帝國將伊謝爾倫要塞放置在伊謝爾倫走廊之後，軍事面開始對帝國有利。同盟軍在30年間對要塞發動6次大規模的攻擊，全部都受到巨大創傷且無功而返。直到帝國曆487年(宇宙曆796年)，第七次伊謝爾倫攻防戰中，同盟軍第十三艦隊司令楊文里少將以智取輕易奪下伊謝爾倫要塞，使要塞第一次落入同盟軍手中。

##### 萊因哈特的崛起
年輕的天才軍人：「萊因哈特·馮·羅嚴克拉姆」在戰場上履立奇功，官位飛快的拔升。在上級貴族們的眼中，這位金髮、藍眼的英俊少年，是仗著姊姊安妮羅潔·馮·格里華德伯爵夫人是皇帝寵妃，向皇帝獻媚邀寵才獲得地位。不過與萊因哈特打過交到的下級貴族與平民軍官，則對萊因哈特的人品與能力有極高的評價。通過各種機智、好運還有自身強大的軍事才能跟魅力，再加上忠誠摯友的輔助還有姊姊在皇宮中替萊因哈特遊說，20歲就拜任帝國最年輕的元帥，而且將許多在舊貴族制度下無法出頭的平民還有下層貴族，全都籠絡到身邊來成為其支持者。
帝國曆487年(宇宙曆796年)，皇帝腓特烈四世駕崩，由於血緣最近的繼承人只有女性，因此貴族們動起了擁立女皇的念頭。但是萊因哈特當機立斷，立刻與宰相聯手，擁戴年僅三歲的皇孫艾爾溫·約瑟夫二世，並以武力肅清了舊貴族的反對勢力，隨後背叛原本是盟友關係的宰相李典拉德侯爵並取代帝國宰相的位置，正式成為兼任帝國宇宙艦隊司令與朝廷宰相於一身，一人之下萬人之上，在帝國中說一不二的唯一強權。隨後傀儡皇帝遭到舊貴族綁架，流亡到同盟國。萊因哈特見機不可失，隨即以同盟國夥同帝國叛徒綁架皇帝為藉口，發動大軍對同盟進行諸神的黃昏作戰。雖然在與楊文里的對陣中佔據下風，但是在同盟國首都遭到別動部隊襲擊的情況下，同盟國宇宙艦隊放棄所有戰果以及戰場優勢主動投降。總體而言帝國獲得了戰略上的勝利，這是帝國第一次徹底壓制了同盟國。

##### 羅嚴克拉姆王朝
帝國曆490年（宇宙曆799年），萊因哈特挾著同盟軍投降的威光與人民強大的聲勢，逼迫不到一歲的傀儡女帝凱瑟琳與其父攝政王退位。如同五百年前魯道夫大帝在人們的簇擁下登上皇位，萊因哈特搶下了高登巴姆一族的冠冕與玉座，成為了新的皇帝，改元帝國曆490年為新帝國曆元年，暫定帝都為奧丁行星等待費沙行星新皇宮落成後即舉行遷都。萊因哈特雖然獎勵學術、廣開言路，成為了後世開明專制的典型，但是在地球教的陰謀中多次命懸一線，又經歷他心腹愛將奧斯卡·馮·羅嚴塔爾的叛亂，使他的性格越發渴望戰爭，但同時他身體也逐漸病發，因此他也開始焦急的想與宿敵楊文里分出勝負。

#### 帝國官制
|                     |                     |                     |                     |                     |                     |  |  |                     |                     |                     |                     |                     |                     |  |  |                                      |                                      |                                      |                                      |                                      |                                      |  |  |                     |                     |                     |                     |                     |                     |  |  |                              |                              |                              |                              |                              |                              |  |  |                     |                     |                     |                     |                     |                     |                           |                           |                           |                           |                           |                           |                     |                     |  |  |                       |                       |                       |                       |                       |                       |  |  |                       |                       |                       |                       |                       |                       |  |  |  |  |  |  |  |  |  |  |  |  |  |  |  |  |  |  |  |  |  |  |  |  |  |  |  |  |  |  |  |  |  |  |  |  |
|                     |                     |                     |                     |                     |                     |  |  |                     |                     |                     |                     |                     |                     |  |  |                                      |                                      |                                      |                                      |                                      |                                      |  |  |                     |                     |                     |                     |                     |                     |  |  | （統治者） 皇帝              |                              |                              |                              |                              |                              |  |  |                     |                     |                     |                     |                     |                     |                           |                           |                           |                           |                           |                           |                     |                     |  |  |                       |                       |                       |                       |                       |                       |  |  |                       |                       |                       |                       |                       |                       |  |  |  |  |  |  |  |  |  |  |  |  |  |  |  |  |  |  |  |  |  |  |  |  |  |  |  |  |  |  |  |  |  |  |  |  |
|                     |                     |                     |                     |                     |                     |  |  |                     |                     |                     |                     |                     |                     |  |  |                                      |                                      |                                      |                                      |                                      |                                      |  |  |                     |                     |                     |                     |                     |                     |  |  |                              |                              |                              |                              |                              |                              |  |  |                     |                     |                     |                     |                     |                     |                           |                           |                           |                           |                           |                           |                     |                     |  |  |                       |                       |                       |                       |                       |                       |  |  |                       |                       |                       |                       |                       |                       |  |  |  |  |  |  |  |  |  |  |  |  |  |  |  |  |  |  |  |  |  |  |  |  |  |  |  |  |  |  |  |  |  |  |  |  |
|                     |                     |                     |                     |                     |                     |  |  |                     |                     |                     |                     |                     |                     |  |  |                                      |                                      |                                      |                                      |                                      |                                      |  |  |                     |                     |                     |                     |                     |                     |  |  |                              |                              |                              |                              |                              |                              |  |  |                     |                     |                     |                     |                     |                     |                           |                           |                           |                           |                           |                           |                     |                     |  |  |                       |                       |                       |                       |                       |                       |  |  |                       |                       |                       |                       |                       |                       |  |  |  |  |  |  |  |  |  |  |  |  |  |  |  |  |  |  |  |  |  |  |  |  |  |  |  |  |  |  |  |  |  |  |  |  |
|                     |                     |                     |                     |                     |                     |  |  |                     |                     |                     |                     |                     |                     |  |  |                                      |                                      |                                      |                                      |                                      |                                      |  |  | （門閥） 大貴族     | （門閥） 大貴族     | （門閥） 大貴族     | （門閥） 大貴族     | （門閥） 大貴族     | （門閥） 大貴族     |  |  | （國務省） 宰相              | （國務省） 宰相              | （國務省） 宰相              | （國務省） 宰相              | （國務省） 宰相              | （國務省） 宰相              |  |  |                     |                     |                     |                     |                     |                     |                           |                           |                           |                           |                           |                           |                     |                     |  |  |                       |                       |                       |                       |                       |                       |  |  |                       |                       |                       |                       |                       |                       |  |  |  |  |  |  |  |  |  |  |  |  |  |  |  |  |  |  |  |  |  |  |  |  |  |  |  |  |  |  |  |  |  |  |  |  |
|                     |                     |                     |                     |                     |                     |  |  |                     |                     |                     |                     |                     |                     |  |  |                                      |                                      |                                      |                                      |                                      |                                      |  |  | （門閥） 大貴族     | （門閥） 大貴族     | （門閥） 大貴族     | （門閥） 大貴族     | （門閥） 大貴族     | （門閥） 大貴族     |  |  | （國務省） 宰相              | （國務省） 宰相              | （國務省） 宰相              | （國務省） 宰相              | （國務省） 宰相              | （國務省） 宰相              |  |  |                     |                     |                     |                     |                     |                     |                           |                           |                           |                           |                           |                           |                     |                     |  |  |                       |                       |                       |                       |                       |                       |  |  |                       |                       |                       |                       |                       |                       |  |  |  |  |  |  |  |  |  |  |  |  |  |  |  |  |  |  |  |  |  |  |  |  |  |  |  |  |  |  |  |  |  |  |  |  |
|                     |                     |                     |                     |                     |                     |  |  |                     |                     |                     |                     |                     |                     |  |  |                                      |                                      |                                      |                                      |                                      |                                      |  |  |                     |                     |                     |                     |                     |                     |  |  |                              |                              |                              |                              |                              |                              |  |  |                     |                     |                     |                     |                     |                     |                           |                           |                           |                           |                           |                           |                     |                     |  |  |                       |                       |                       |                       |                       |                       |  |  |                       |                       |                       |                       |                       |                       |  |  |  |  |  |  |  |  |  |  |  |  |  |  |  |  |  |  |  |  |  |  |  |  |  |  |  |  |  |  |  |  |  |  |  |  |
|                     |                     |                     |                     |                     |                     |  |  |                     |                     |                     |                     |                     |                     |  |  |                                      |                                      |                                      |                                      |                                      |                                      |  |  |                     |                     |                     |                     |                     |                     |  |  |                              |                              |                              |                              |                              |                              |  |  |                     |                     |                     |                     |                     |                     |                           |                           |                           |                           |                           |                           |                     |                     |  |  |                       |                       |                       |                       |                       |                       |  |  |                       |                       |                       |                       |                       |                       |  |  |  |  |  |  |  |  |  |  |  |  |  |  |  |  |  |  |  |  |  |  |  |  |  |  |  |  |  |  |  |  |  |  |  |  |
|                     |                     |                     |                     |                     |                     |  |  |                     |                     |                     |                     |                     |                     |  |  |                                      |                                      |                                      |                                      |                                      |                                      |  |  |                     |                     |                     |                     |                     |                     |  |  |                              |                              |                              |                              |                              |                              |  |  |                     |                     |                     |                     |                     |                     |                           |                           |                           |                           |                           |                           |                     |                     |  |  |                       |                       |                       |                       |                       |                       |  |  |                       |                       |                       |                       |                       |                       |  |  |  |  |  |  |  |  |  |  |  |  |  |  |  |  |  |  |  |  |  |  |  |  |  |  |  |  |  |  |  |  |  |  |  |  |
| （財務省） 財務尚書 | （財務省） 財務尚書 | （財務省） 財務尚書 | （財務省） 財務尚書 | （財務省） 財務尚書 | （財務省） 財務尚書 |  |  | （司法省） 司法尚書 | （司法省） 司法尚書 | （司法省） 司法尚書 | （司法省） 司法尚書 | （司法省） 司法尚書 | （司法省） 司法尚書 |  |  | （宮內省） 宮內尚書                  | （宮內省） 宮內尚書                  | （宮內省） 宮內尚書                  | （宮內省） 宮內尚書                  | （宮內省） 宮內尚書                  | （宮內省） 宮內尚書                  |  |  | （內務省） 內務尚書 | （內務省） 內務尚書 | （內務省） 內務尚書 | （內務省） 內務尚書 | （內務省） 內務尚書 | （內務省） 內務尚書 |  |  | （軍務省） 軍務尚書          | （軍務省） 軍務尚書          | （軍務省） 軍務尚書          | （軍務省） 軍務尚書          | （軍務省） 軍務尚書          | （軍務省） 軍務尚書          |  |  | （學藝省） 學藝尚書 | （學藝省） 學藝尚書 | （學藝省） 學藝尚書 | （學藝省） 學藝尚書 | （學藝省） 學藝尚書 | （學藝省） 學藝尚書 |                           |                           | （典禮省） 典禮尚書       | （典禮省） 典禮尚書       | （典禮省） 典禮尚書       | （典禮省） 典禮尚書       | （典禮省） 典禮尚書 | （典禮省） 典禮尚書 |  |  | （書記） 內閣書記官長 | （書記） 內閣書記官長 | （書記） 內閣書記官長 | （書記） 內閣書記官長 | （書記） 內閣書記官長 | （書記） 內閣書記官長 |  |  | （皇帝幕僚） 幕僚總監 | （皇帝幕僚） 幕僚總監 | （皇帝幕僚） 幕僚總監 | （皇帝幕僚） 幕僚總監 | （皇帝幕僚） 幕僚總監 | （皇帝幕僚） 幕僚總監 |  |  |  |  |  |  |  |  |  |  |  |  |  |  |  |  |  |  |  |  |  |  |  |  |  |  |  |  |  |  |  |  |  |  |  |  |
| （財務省） 財務尚書 | （財務省） 財務尚書 | （財務省） 財務尚書 | （財務省） 財務尚書 | （財務省） 財務尚書 | （財務省） 財務尚書 |  |  | （司法省） 司法尚書 | （司法省） 司法尚書 | （司法省） 司法尚書 | （司法省） 司法尚書 | （司法省） 司法尚書 | （司法省） 司法尚書 |  |  | （宮內省） 宮內尚書                  | （宮內省） 宮內尚書                  | （宮內省） 宮內尚書                  | （宮內省） 宮內尚書                  | （宮內省） 宮內尚書                  | （宮內省） 宮內尚書                  |  |  | （內務省） 內務尚書 | （內務省） 內務尚書 | （內務省） 內務尚書 | （內務省） 內務尚書 | （內務省） 內務尚書 | （內務省） 內務尚書 |  |  | （軍務省） 軍務尚書          | （軍務省） 軍務尚書          | （軍務省） 軍務尚書          | （軍務省） 軍務尚書          | （軍務省） 軍務尚書          | （軍務省） 軍務尚書          |  |  | （學藝省） 學藝尚書 | （學藝省） 學藝尚書 | （學藝省） 學藝尚書 | （學藝省） 學藝尚書 | （學藝省） 學藝尚書 | （學藝省） 學藝尚書 |                           |                           | （典禮省） 典禮尚書       | （典禮省） 典禮尚書       | （典禮省） 典禮尚書       | （典禮省） 典禮尚書       | （典禮省） 典禮尚書 | （典禮省） 典禮尚書 |  |  | （書記） 內閣書記官長 | （書記） 內閣書記官長 | （書記） 內閣書記官長 | （書記） 內閣書記官長 | （書記） 內閣書記官長 | （書記） 內閣書記官長 |  |  | （皇帝幕僚） 幕僚總監 | （皇帝幕僚） 幕僚總監 | （皇帝幕僚） 幕僚總監 | （皇帝幕僚） 幕僚總監 | （皇帝幕僚） 幕僚總監 | （皇帝幕僚） 幕僚總監 |  |  |  |  |  |  |  |  |  |  |  |  |  |  |  |  |  |  |  |  |  |  |  |  |  |  |  |  |  |  |  |  |  |  |  |  |
|                     |                     |                     |                     |                     |                     |  |  |                     |                     |                     |                     |                     |                     |  |  |                                      |                                      |                                      |                                      |                                      |                                      |  |  |                     |                     |                     |                     |                     |                     |  |  |                              |                              |                              |                              |                              |                              |  |  |                     |                     |                     |                     |                     |                     |                           |                           |                           |                           |                           |                           |                     |                     |  |  |                       |                       |                       |                       |                       |                       |  |  |                       |                       |                       |                       |                       |                       |  |  |  |  |  |  |  |  |  |  |  |  |  |  |  |  |  |  |  |  |  |  |  |  |  |  |  |  |  |  |  |  |  |  |  |  |
|                     |                     |                     |                     |                     |                     |  |  |                     |                     |                     |                     |                     |                     |  |  | （宇宙艦隊 司令部） 宇宙艦隊司令長官 | （宇宙艦隊 司令部） 宇宙艦隊司令長官 | （宇宙艦隊 司令部） 宇宙艦隊司令長官 | （宇宙艦隊 司令部） 宇宙艦隊司令長官 | （宇宙艦隊 司令部） 宇宙艦隊司令長官 | （宇宙艦隊 司令部） 宇宙艦隊司令長官 |  |  |                     |                     |                     |                     |                     |                     |  |  | （防衛司令部） _             | （防衛司令部） _             | （防衛司令部） _             | （防衛司令部） _             | （防衛司令部） _             | （防衛司令部） _             |  |  |                     |                     |                     |                     |                     |                     | （統帥本部） 統帥本部總長 | （統帥本部） 統帥本部總長 | （統帥本部） 統帥本部總長 | （統帥本部） 統帥本部總長 | （統帥本部） 統帥本部總長 | （統帥本部） 統帥本部總長 |                     |                     |  |  |                       |                       |                       |                       |                       |                       |  |  |                       |                       |                       |                       |                       |                       |  |  |  |  |  |  |  |  |  |  |  |  |  |  |  |  |  |  |  |  |  |  |  |  |  |  |  |  |  |  |  |  |  |  |  |  |
|                     |                     |                     |                     |                     |                     |  |  |                     |                     |                     |                     |                     |                     |  |  | （宇宙艦隊 司令部） 宇宙艦隊司令長官 | （宇宙艦隊 司令部） 宇宙艦隊司令長官 | （宇宙艦隊 司令部） 宇宙艦隊司令長官 | （宇宙艦隊 司令部） 宇宙艦隊司令長官 | （宇宙艦隊 司令部） 宇宙艦隊司令長官 | （宇宙艦隊 司令部） 宇宙艦隊司令長官 |  |  |                     |                     |                     |                     |                     |                     |  |  | （防衛司令部） _             | （防衛司令部） _             | （防衛司令部） _             | （防衛司令部） _             | （防衛司令部） _             | （防衛司令部） _             |  |  |                     |                     |                     |                     |                     |                     | （統帥本部） 統帥本部總長 | （統帥本部） 統帥本部總長 | （統帥本部） 統帥本部總長 | （統帥本部） 統帥本部總長 | （統帥本部） 統帥本部總長 | （統帥本部） 統帥本部總長 |                     |                     |  |  |                       |                       |                       |                       |                       |                       |  |  |                       |                       |                       |                       |                       |                       |  |  |  |  |  |  |  |  |  |  |  |  |  |  |  |  |  |  |  |  |  |  |  |  |  |  |  |  |  |  |  |  |  |  |  |  |
|                     |                     |                     |                     |                     |                     |  |  |                     |                     |                     |                     |                     |                     |  |  | 宇宙艦隊副司令長官                   | 宇宙艦隊副司令長官                   | 宇宙艦隊副司令長官                   | 宇宙艦隊副司令長官                   | 宇宙艦隊副司令長官                   | 宇宙艦隊副司令長官                   |  |  |                     |                     |                     |                     |                     |                     |  |  | （帝都防衛 司令官） 憲兵總監 | （帝都防衛 司令官） 憲兵總監 | （帝都防衛 司令官） 憲兵總監 | （帝都防衛 司令官） 憲兵總監 | （帝都防衛 司令官） 憲兵總監 | （帝都防衛 司令官） 憲兵總監 |  |  |                     |                     |                     |                     |                     |                     | （情報局） 調查局長       | （情報局） 調查局長       | （情報局） 調查局長       | （情報局） 調查局長       | （情報局） 調查局長       | （情報局） 調查局長       |                     |                     |  |  |                       |                       |                       |                       |                       |                       |  |  |                       |                       |                       |                       |                       |                       |  |  |  |  |  |  |  |  |  |  |  |  |  |  |  |  |  |  |  |  |  |  |  |  |  |  |  |  |  |  |  |  |  |  |  |  |
|                     |                     |                     |                     |                     |                     |  |  |                     |                     |                     |                     |                     |                     |  |  | 宇宙艦隊副司令長官                   | 宇宙艦隊副司令長官                   | 宇宙艦隊副司令長官                   | 宇宙艦隊副司令長官                   | 宇宙艦隊副司令長官                   | 宇宙艦隊副司令長官                   |  |  |                     |                     |                     |                     |                     |                     |  |  | （帝都防衛 司令官） 憲兵總監 | （帝都防衛 司令官） 憲兵總監 | （帝都防衛 司令官） 憲兵總監 | （帝都防衛 司令官） 憲兵總監 | （帝都防衛 司令官） 憲兵總監 | （帝都防衛 司令官） 憲兵總監 |  |  |                     |                     |                     |                     |                     |                     | （情報局） 調查局長       | （情報局） 調查局長       | （情報局） 調查局長       | （情報局） 調查局長       | （情報局） 調查局長       | （情報局） 調查局長       |                     |                     |  |  |                       |                       |                       |                       |                       |                       |  |  |                       |                       |                       |                       |                       |                       |  |  |  |  |  |  |  |  |  |  |  |  |  |  |  |  |  |  |  |  |  |  |  |  |  |  |  |  |  |  |  |  |  |  |  |  |
|                     |                     |                     |                     |                     |                     |  |  |                     |                     |                     |                     |                     |                     |  |  | 各艦隊司令                           | 各艦隊司令                           | 各艦隊司令                           | 各艦隊司令                           | 各艦隊司令                           | 各艦隊司令                           |  |  |                     |                     |                     |                     |                     |                     |  |  | （地方） 防衛司令            | （地方） 防衛司令            | （地方） 防衛司令            | （地方） 防衛司令            | （地方） 防衛司令            | （地方） 防衛司令            |  |  |                     |                     |                     |                     |                     |                     |                           |                           |                           |                           |                           |                           |                     |                     |  |  |                       |                       |                       |                       |                       |                       |  |  |                       |                       |                       |                       |                       |                       |  |  |  |  |  |  |  |  |  |  |  |  |  |  |  |  |  |  |  |  |  |  |  |  |  |  |  |  |  |  |  |  |  |  |  |  |

### 自由行星同盟
自由行星同盟（Free Planet Alliance）是日本作家田中芳樹所創作的太空歌劇小說，《銀河英雄傳說》中的虛構國家，國家體制為议会共和制，年號為「宇宙曆」，首都為「海尼森行星」。在作品中與銀河帝國的高登巴姆王朝、羅嚴克拉姆王朝進行軍事、政治的對立，人口約150億。

#### 歷史

###### 建國
銀河聯邦於宇宙曆310年，由鲁道夫·冯·高登巴姆奪得政權後，實行君主集權的國家體制，改元帝國曆。魯道夫自封為皇帝後解散議會，大力打壓共和主義者，引起共和主義者的不滿。帝國的後繼者也依循魯道夫的政治理念，肅清帝國內的共和主義聲浪，甚至造成許多莫須有的罪名，致使數億人被流放邊疆行星成為農奴。
帝國曆164年，共和主義者受流放的家屬：艾倫·海尼森，看到小孩子在水面放冰船而產生靈感，以「自由、自立、自律、自尊」為理念，號召受到流放的共和主義者以及奴隸階級青年，利用牛郎星當地大量的天然乾冰製造太空船逃離。之後潛伏在帝國監視不到的無名行星地底下，打造出80艘的星際宇宙船，展開「一萬光年長征」。途中有過半的追隨者犧牲，艾倫·海尼森也在旅途中逝世。新任指導者，艾倫·海尼森的好友：古恩·基姆·霍爾(或譯為阮京華)帶領殘存的同志，經過五十年的太空旅行抵達巴拉特星域，找到了一顆適合人類居住的星球，便以艾倫·海尼森之名，命名為「海尼森行星」。立國「自由行星同盟」，沿用銀河聯邦的宇宙曆，以人類正統政府自詡，時年宇宙曆527年，人口16萬人。

###### 戰爭與衰弱
宇宙曆640年，帝國軍與同盟軍開始交火，從此展開同盟政府與帝國長達160年的戰爭。初期戰爭互有勝負，但是在帝國將伊謝爾倫要塞放置在伊謝爾倫回廊之後，軍事面開始對帝國有利。同盟軍在30年間對要塞發動6次攻擊，全部都受到巨大創傷且無功而返。直到宇宙曆796年，第七次伊謝爾倫攻防戰中，同盟軍第十三艦隊司令楊文里少將以智取輕易奪下伊謝爾倫要塞，使要塞第一次落入同盟軍手中。
宇宙曆796年，考量到政府的民調支持率，以及選舉在即的關係，最高評議會（小說設定相當於內閣）以多數決同意安德魯·霍克准將的提案，以三千萬人大軍大規模的入侵帝國領地，但被萊因哈特·馮·羅嚴克拉姆元帥的「焦土戰術」拉大補給壓力。最終艦隊集結於亞姆立札與帝國會戰並大敗，此次長征同盟軍兩千萬將士戰死，造成同盟軍極大的損害。此戰之後軍方人事異動下，由原第5艦隊司令的比克古上將出任宇宙艦隊總司令，原第13艦隊的楊文里上將出任伊謝爾倫要塞司令，統合作戰本部長席特列元帥引咎辭職，由原第1艦隊司令庫布斯里上將接任統合作戰本部長。
宇宙曆797年，同盟在帝國內奸的策反下，軍方秘密成立的軍政府：「救國軍事會議」政變成功，包含首都海尼森行星在內，多個星域的駐軍都加入叛變。伊謝爾倫司令楊文里受命平叛，並成功壓制軍事政變團體，參與叛亂的第11艦隊被楊文里上將的第13艦隊殲滅，守衛海尼森行星的「月之女神頸飾」行星要塞防衛系統，也因戰略考量被楊文里上將全數擊毀，致使光復後的同盟軍軍力再次受創，軍政府指導者德懷特·格林希爾上將（楊文里的副官菲列特利加·格林希爾中尉的父親）在內亂中身亡。

###### 滅亡的轉捩點
宇宙曆798年，前帝國軍將領維爾巴特·由西姆·馮·梅爾卡茲一級上將流亡至伊謝爾倫要塞，楊文里上將收留梅爾卡茲一級上將為客座諮詢參謀。不久，同盟政府將楊文里上將從前線召回海尼森行星，以非法手段迫害楊文里上將。同時，帝國也以「禿鷹之城要塞」襲擊伊謝爾倫走廊，不過卻被及時趕回的楊文里上將擊退。同年，遭到誘拐，年僅6歲的銀河帝國皇帝「艾爾溫·約瑟夫二世」，在綁架犯的脅持下宣布流亡同盟領，並在同盟政府的同意下成立「銀河帝國正統政府」，促使同盟政府與同盟軍方加速對立。
宇宙曆799年，帝國以同盟政府收容綁架皇帝的罪犯為由，對同盟政府予以強烈譴責並宣戰。帝國發動「諸神的黃昏作戰」，並回收費沙行星的自治權，使大軍能直接經過費沙走廊進入同盟領，讓伊謝爾倫走廊與伊謝爾倫要塞形同虛設。楊文里臨危受封宇宙艦隊總司令官拜元帥，棄守已經失去戰略地位的伊謝爾倫要塞，帶領第13艦隊共赴國難。雖然在第13艦隊加入戰局後，扭轉了帝國的優勢，還一度差點擊沉總旗艦伯倫希爾。但是在同盟的全面投降之下，宇宙艦隊不得不放棄即將到手的勝利。同盟政府與帝國簽訂「巴拉特和約」，表明在帝國監督下，同盟擁有政治的自主權。
同盟軍投降之後，因帝國派遣的高等事務官赫爾穆特·連列坎普一級上將對楊文里元帥的偏見與私人恩怨，使同盟內部決定以非法手段排除楊文里元帥以求保留政治自主權，最終致使楊文里元帥脅持赫爾穆特·連列坎普一級上將逃亡，此一事件導致赫爾穆特·連列坎普一級上將羞憤自殺身亡。不久，皇帝萊因哈特發表全宇宙演說，表明理解並寬恕楊文里元帥的行為，但赫爾穆特·連列坎普一級上將的自殺，其罪要向同盟政府追究。宇宙曆800年，皇帝萊因哈特發動第二次諸神的黃昏作戰親征同盟領地，亞歷山大·比克古元帥率領第14、15艦隊迎戰。楊文里元帥躲藏至梅爾卡茲一級上將所秘密建立的太陽汗補給基地，不久後移防至艾爾·法西爾星域。
宇宙曆800年，隨著亞歷山大·比克古元帥、邱吾權司令的戰死，同盟軍除了楊文里元帥的殘存部隊之外，已經沒有任何反抗軍力。第14、15艦隊戰敗後，殘兵全數集結至楊文里元帥旗下。戰敗的壓力迫使軍方人員殺害同盟政府最高領導人喬安·雷比諾議會議長，並向帝國表明全面投降的意願。是年2月9日，皇帝萊因哈特登陸海尼森行星，成為第一個踏上同盟首都領地的在任皇帝，並重懲殺害喬安·雷比諾議會議長的軍方人員。2月20日，皇帝頒布「冬薔薇園飭令」收回同盟領地所有主權，自由行星同盟正式滅亡。

##### 後繼政權

###### 艾爾·法西爾革命政府
宇宙曆800年，楊文里元帥流亡至宣布獨立的艾爾·法西爾星域，成為「艾爾·法西爾革命政府」旗下武官，軍方名稱定為「艾爾·法西爾革命預備軍」，並在同年1月時攻陷伊謝爾倫要塞。是年5月，與皇帝萊因哈特親率的帝國軍進行戰鬥，雙方均受到重創，皇帝萊因哈特提議和談。5月31日，楊文里元帥前往帝國陣營進行和談協商，但是被喬裝成帝國軍人的地球教教徒襲擊暗殺，所有隨扈與隨行政府官員皆被害，6月1日楊文里元帥死於失血過多。6月12日，艾爾·法西爾革命政府解散。

###### 伊謝爾倫共和政府
宇宙曆800年8月10日，以尤里安·敏茲為司令，菲列特利加·格林希爾為政治指導者的「伊謝爾倫共和政府」成立，沿用同盟國歌、國旗、軍制，尊艾倫·海尼森為國父，尊楊文里元帥為烈士，人口不足100萬，其中大多數為軍人及其眷屬。因是繼承艾爾·法西爾政府一脈的民主政權，為了與艾爾·法西爾政府做區別，後代的歷史學家稱其為「八月政府」。宇宙曆801年5月29日發生希瓦星域會戰，數名軍官戰死，司令尤里安·敏茲以血戰方式進入總旗艦伯倫希爾，最終得以面見皇帝萊因哈特。6月，皇帝萊因哈特同意與伊謝爾倫共和政府再度和談，伊謝爾倫共和政府以歸還伊謝爾倫要塞給帝國為條件，要求皇帝萊因哈特授予巴拉特星域自治權，獲得萊因哈特口頭允諾。7月26日，皇帝萊因哈特駕崩前，正式承認巴拉特星域自治權。

## 小說
本书在1987年首次出版完結，並於次年获得星云奖日本部門長篇作品獎。系列包括十卷本傳、五部外傳。
本篇（本傳）
1. 黎明篇
2. 野望篇
3. 雌伏篇
4. 策謀篇
5. 風雲篇
6. 飛翔篇
7. 怒濤篇
8. 亂離篇
9. 回天篇
10. 落日篇

外傳
短篇
達貢星域會戰記
- 《SF Adventure》1984年9月號刊載。1984年9月1日發行。為銀河英雄傳說所有外傳中最初發表的作品。

白銀之谷
- 《SF Adventure》1985年6月號刊載。1985年6月1日發行。

污名
- 《SF Adventure》1985年7月號刊載。1985年7月1日發行。

朝之夢，夜之歌
- 《SF Adventure》1986年7月號刊載。1986年7月1日發行。

以上4篇短篇的插畫作者為横山宏。後於Wright Staff編（德間書店、1997年3月31日、ISBN 4-19-860661-7）中首次收錄。
尖端出版代理的繁體中文版小說將以上4篇短篇合作《銀河英雄傳說 新傳》出版，日文版中並無此單行本。
黃金之翼
長篇
擊碎星辰之人
- 《SF Adventure》1985年11月號、12月號、1986年1月號上分每期3章連載。插畫作者為横山宏。

尤里安的伊謝爾倫日記
- 《SF Adventure》1987年1月號、2月號、3月號上分每期3章連載。插畫作者為道原克己與笠原彰。連載時標題為《尤里安·敏兹的伊謝爾倫日記》，於TOKUMA NOVELS首次出版單行本時改作現名。

千億的星辰，千億的光芒
- 《SF Adventure》1987年12月增刊號・上刊載。插畫作者為與。

螺旋迷宮
- 《SF Adventure》1989年4月號、5月號、6月號、7月號上分每期3章連載。插畫作者為。

### 日文版

#### TOKUMA NOVELS（1982年 - 1989年）
本篇（本傳）
1. （1982年11月30日發行）ISBN 4-19-152624-3
2. （1983年9月30日發行）ISBN 4-19-152790-8
3. （1984年4月30日發行）ISBN 4-19-152894-7
4. （1984年10月31日發行）ISBN 4-19-152978-1
5. （1985年4月30日發行）ISBN 4-19-153068-2
6. （1985年10月31日發行）ISBN 4-19-153151-4
7. （1986年5月31日發行）ISBN 4-19-153256-1
8. （1987年1月31日發行）ISBN 4-19-153384-3
9. （1987年5月31日發行）ISBN 4-19-153445-9
10. （1987年11月15日發行）ISBN 4-19-153530-7

封面插圖：加藤直之（全卷）、正文插畫：加藤直之（1 - 5卷）、鴨下幸久（6 - 10卷）

外傳
1. （1986年4月30日發行）ISBN 4-19-153236-7
2. （1987年3月31日發行）ISBN 4-19-153418-1
3. （1988年3月31日發行）ISBN 4-19-153634-6
4. （1989年7月31日發行）ISBN 4-19-153995-7

封面插圖：道原克己（全卷）、笠原彰（2卷以外）、正文插畫：道原克己（全卷）、笠原彰（全卷）

#### 愛藏版（1992年、1998年）
本篇（本傳）
- （1992年6月30日發行）ISBN 4-19-124890-1

1. （1992年6月30日發行）ISBN 4-19-124889-8
  - 黎明篇與野望篇的合訂本

2. （1992年6月30日發行）ISBN 4-19-124892-8
  - 雌伏篇與策謀篇的合訂本

3. （1992年6月30日發行）ISBN 4-19-124893-6
  - 風雲篇與飛翔篇的合訂本

4. （1992年6月30日發行）ISBN 4-19-124894-4
  - 怒濤篇與乱離篇的合訂本

5. （1992年6月30日發行）ISBN 4-19-124895-2
  - 回天篇與落日篇的合訂本

外傳
- （1998年3月31日發行）ISBN 4-19-860818-0

1. （1998年3月31日發行）ISBN 4-19-860816-4
  - 『星を砕く者』與『ユリアンのイゼルローン日記』的合訂本

2. （1998年3月31日發行）ISBN 4-19-860817-2
  - 『千億の星、千億の光』與『螺旋迷宮』的合訂本

#### 德間文庫（1988年、1996年 - 1998年）
本篇（本傳）
1. （1996年11月15日發行）ISBN 4-19-890592-4
2. （1997年1月15日發行）ISBN 4-19-890624-6
3. （1997年3月15日發行）ISBN 4-19-890652-1
4. （1997年5月15日發行）ISBN 4-19-890689-0
5. （1997年7月15日發行）ISBN 4-19-890717-X
6. （1997年9月15日發行）ISBN 4-19-890754-4
7. （1997年11月15日發行）ISBN 4-19-890787-0
8. （1998年1月15日發行）ISBN 4-19-890819-2
9. （1998年3月15日發行）ISBN 4-19-890856-7
10. （1998年6月15日發行）ISBN 4-19-890889-3

外傳
（1988年2月15日發行）ISBN 4-19-568452-8

#### 德間Dual文庫（2000年 - 2002年）
本篇（本傳）
1. （2000年8月31日發行）ISBN 4-19-905003-5
2. （2000年8月31日發行）ISBN 4-19-905004-3
3. （2000年9月21日發行）ISBN 4-19-905010-8
4. （2000年9月21日發行）ISBN 4-19-905011-6
5. （2000年10月31日發行）ISBN 4-19-905017-5
6. （2000年11月30日發行）ISBN 4-19-905021-3
7. （2000年12月31日發行）ISBN 4-19-905029-9
8. （2001年1月31日發行）ISBN 4-19-905032-9
9. （2001年2月28日發行）ISBN 4-19-905040-X
10. （2001年3月31日發行）ISBN 4-19-905045-0
11. （2001年4月30日發行）ISBN 4-19-905049-3
12. （2001年5月31日發行）ISBN 4-19-905053-1
13. （2001年6月30日發行）ISBN 4-19-905058-2
14. （2001年7月31日發行）ISBN 4-19-905063-9
15. （2001年8月31日發行）ISBN 4-19-905070-1
16. （2001年9月30日發行）ISBN 4-19-905076-0
17. （2001年10月31日發行）ISBN 4-19-905082-5
18. （2001年11月30日發行）ISBN 4-19-905085-X
19. （2001年12月31日發行）ISBN 4-19-905091-4
20. （2002年1月31日發行）ISBN 4-19-905095-7

外傳
1. （2002年3月31日發行）ISBN 4-19-905101-5
2. （2002年4月30日發行）ISBN 4-19-905105-8
3. （2002年5月31日發行）ISBN 4-19-905108-2
4. （2002年6月30日發行）ISBN 4-19-905110-4
5. （2002年7月31日發行）ISBN 4-19-905113-9
6. （2002年8月31日發行）ISBN 4-19-905115-5
7. （2002年9月30日發行）ISBN 4-19-905123-6
8. （2002年10月31日發行）ISBN 4-19-905124-4
9. （2002年11月30日發行）ISBN 4-19-905128-7

#### 創元SF文庫（2007年 - 2009年）
本篇（本傳）
1. （2007年2月23日發行）ISBN 978-4-488-72501-3
2. （2007年4月27日發行）ISBN 978-4-488-72502-0
3. （2007年6月29日發行）ISBN 978-4-488-72503-7
4. （2007年8月24日發行）ISBN 978-4-488-72504-4
5. （2007年10月31日發行）ISBN 978-4-488-72505-1
6. （2007年12月28日發行）ISBN 978-4-488-72506-8
7. （2008年2月29日發行）ISBN 978-4-488-72507-5
8. （2008年4月25日發行）ISBN 978-4-488-72508-2
9. （2008年6月27日發行）ISBN 978-4-488-72509-9
10. （2008年8月29日發行）ISBN 978-4-488-72510-5

外傳
1. （2008年10月31日發行） ISBN 978-4-488-72511-2
2. （2008年12月26日發行） ISBN 978-4-488-72512-9
3. （2009年2月27日發行） ISBN 978-4-488-72513-6
4. （2009年4月28日發行） ISBN 978-4-488-72514-3
5. （2009年6月30日發行） ISBN 978-4-488-72515-0

### 正體中文版
由尖端出版代理，先後三次出版。
- 1991年版
  - 蔡美娟譯，全20冊，平裝，被稱為「黑皮版」。[7]
- 1996年版
  - 全20冊，被稱為「銀皮版」。
- 2000年版
  - 陳惠莉譯，全10冊，軟精裝。[8]

### 简体中文版

#### 新经典文化代理发行，北京十月文艺出版社
- 2006年版
  - 全10册，平裝，使用德间Dual文库（日语：徳間デュアル文庫）版道原克己的插画。该版本沿用繁中版译文的同时，由大陆方面延请当地译者加以审校，除调整两岸语言习惯的差异外，亦对繁中版译文部分词句进行了弱化表达效果的改动。
- 2009年版
  - 全10册，平装 ISBN 978-7-600-60209-4

#### 南海出版公司
- 2014年版
  - 全10册套装，全套采用纯文字排版，没有插图，也没有收录外传 ISBN 978-7-544-27185-1

## 相關书籍

### 官方致敬小说
- 银河英雄传说列传1 （2020年10月30日发行、监修、序文田中芳树 ISBN 978-4-488-72517-4）
  - 石持浅海、太田忠司、小川一水、小前亮、高岛雄哉、藤井太洋著
  - 陆版 99读书人（出品）人民文学出版社（出版） 2024年5月出版预订[9] ISBN 978-7-02-018539-9

## 多媒体化

### 動畫
1988年至2000年期間推出動畫版OVA分六期。本傳四期，外傳兩期。剧情与小說基本一致，绝大部份台词完全相同。
在第四期完畢後，之後兩期外傳動畫。當中有些依原著或改編原著外傳製作，有些則為原創故事及劇場版。
Production I.G在2015年8月宣佈將在2018年4月推出全新銀英電視動畫版。

#### OVA（1988年至2000年）

##### OVA第1期
- OVA第1期 — 全26話（1988年12月～1989年6月）。本編1～2卷。若干原著沒有的故事（第13話、第14話）。中段加插（第9話、第11話）外傳1卷。

| 話數   | 日文標題 | 中文譯名                    |
| ------ | -------- | --------------------------- |
| 第1話  |          | 「在永遠的黑夜中」          |
| 第2話  |          | 「亞斯提會戰」              |
| 第3話  |          | 「第十三艦隊誕生」          |
| 第4話  |          | 「帝國的落日餘暉」          |
| 第5話  |          | 「卡斯特罗普動亂」          |
| 第6話  |          | 「薔薇騎士」                |
| 第7話  |          | 「伊謝爾倫攻略！」          |
| 第8話  |          | 「冷徹的義眼」              |
| 第9話  |          | 「克洛普修克特事件」        |
| 第10話 |          | 「潔西卡的戰鬥」            |
| 第11話 |          | 「女演員退場」              |
| 第12話 |          | 「進攻帝國領域」            |
| 第13話 |          | 「如果愁雨將至…」           |
| 第14話 |          | 「邊境的解放」              |
| 第15話 |          | 「亚姆立札星域會戰」        |
| 第16話 |          | 「新的潮流」                |
| 第17話 |          | 「暴风雨前夕」              |
| 第18話 |          | 「利普休达特的密約」        |
| 第19話 |          | 「楊艦隊出動」              |
| 第20話 |          | 「流血的宇宙」              |
| 第21話 |          | 「德奧里亞星域會戰，然後…」 |
| 第22話 |          | 「勇氣及忠誠」              |
| 第23話 |          | 「黃金樹倒下了」            |
| 第24話 |          | 「獻給誰人的勝利」          |
| 第25話 |          | 「命運的前日」              |
| 第26話 |          | 「永別了，遠去的日子」      |

##### OVA第2期
- OVA第2期 — 全28話（1991年6月～1992年2月）。本編3～5卷。

| 話數   | 日文標題 | 中文譯名                   |
| ------ | -------- | -------------------------- |
| 第27話 |          | 「初陣」                   |
| 第28話 |          | 「肖像」                   |
| 第29話 |          | 「一條細弦」               |
| 第30話 |          | 「失去的東西」             |
| 第31話 |          | 「審問會」                 |
| 第32話 |          | 「沒有武器的戰爭」         |
| 第33話 |          | 「要塞對要塞」             |
| 第34話 |          | 「歸來」                   |
| 第35話 |          | 「決心與野心」             |
| 第36話 |          | 「雷鳴」                   |
| 第37話 |          | 「綁架幼帝」               |
| 第38話 |          | 「箭已射出」               |
| 第39話 |          | 「一個人的旅程」           |
| 第40話 |          | 「尤里安之旅、人類之旅」   |
| 第41話 |          | 「作戰名稱『諸神的黃昏』」 |
| 第42話 |          | 「安魂曲的邀宴」           |
| 第43話 |          | 「號角響起」               |
| 第44話 |          | 「佔領費沙」               |
| 第45話 |          | 「寒流來襲」               |
| 第46話 |          | 「楊提督的方舟隊」         |
| 第47話 |          | 「尋找自由的宇宙」         |
| 第48話 |          | 「雙頭蛇～決戰蘭提馬利歐」 |
| 第49話 |          | 「黎明前的黑暗…」          |
| 第50話 |          | 「連戰」                   |
| 第51話 |          | 「巴米利恩的死鬥（前篇）」 |
| 第52話 |          | 「巴米利恩的死鬥（後篇）」 |
| 第53話 |          | 「急轉」                   |
| 第54話 |          | 「皇帝萬歲！」             |

##### OVA第3期
- OVA第3期 — 全32話（1994年7月～1995年2月）。本編6～8卷。

| 話數   | 日文標題 | 中文譯名                        |
| ------ | -------- | ------------------------------- |
| 第55話 |          | 「儀式再度揭幕」                |
| 第56話 |          | 「往地球」                      |
| 第57話 |          | 「邱梅爾事件」                  |
| 第58話 |          | 「訪問者」                      |
| 第59話 |          | 「過去、現在與未來」            |
| 第60話 |          | 「魔術師被捕」                  |
| 第61話 |          | 「歌劇的招待」                  |
| 第62話 |          | 「血的流水階梯」                |
| 第63話 |          | 「聖地」                        |
| 第64話 |          | 「休假結束」                    |
| 第65話 |          | 「背棄一切旗幟」                |
| 第66話 |          | 「黃金獅子旗下」                |
| 第67話 |          | 「諸神的黃昏再現」              |
| 第68話 |          | 「前往艾爾法西爾」              |
| 第69話 |          | 「伊謝爾倫再奪取作戰」          |
| 第70話 |          | 「流浪兒回家」                  |
| 第71話 |          | 「馬爾.亞迪特星域的會戰(前篇)」 |
| 第72話 |          | 「馬爾.亞迪特星域的會戰(後篇)」 |
| 第73話 |          | 「冬薔薇園的勅令」              |
| 第74話 |          | 「前途遙遠」                    |
| 第75話 |          | 「雷動」                        |
| 第76話 |          | 「祭典之前」                    |
| 第77話 |          | 「吹向走廊之風」                |
| 第78話 |          | 「春天的風暴」                  |
| 第79話 |          | 「回廊之戰(前篇) ～常勝與不敗」 |
| 第80話 |          | 「回廊之戰(中篇)～萬花筒」      |
| 第81話 |          | 「回廊之戰(後篇)～大親征終幕」  |
| 第82話 |          | 「魔術師,一去不回」             |
| 第83話 |          | 「祭典之後」                    |
| 第84話 |          | 「失意的凱旋」                  |
| 第85話 |          | 「遷都令」                      |
| 第86話 |          | 「八月的新政府」                |

##### OVA第4期
- OVA第4期 — 全24話（1996年9月～1997年3月）。本編9～10巻。

| 話數    | 日文標題 | 中文譯名                     |
| ------- | -------- | ---------------------------- |
| 第87話  |          | 「嵐（風暴）的預感」         |
| 第88話  |          | 「在邊境上」                 |
| 第89話  |          | 「夏末的薔薇」               |
| 第90話  |          | 「鳴動」                     |
| 第91話  |          | 「發芽」                     |
| 第92話  |          | 「烏魯瓦希事件」             |
| 第93話  |          | 「皇帝的矜持」               |
| 第94話  |          | 「叛逆是英雄的特權」         |
| 第95話  |          | 「雙璧互擊！」               |
| 第96話  |          | 「因劍而生...」              |
| 第97話  |          | 「因劍而亡...」              |
| 第98話  |          | 「無休止的鎮魂曲」           |
| 第99話  |          | 「往未來的助走」             |
| 第100話 |          | 「皇妃萬歲！」               |
| 第101話 |          | 「動亂的誘因」               |
| 第102話 |          | 「拿起武器」                 |
| 第103話 |          | 「宇宙結構」                 |
| 第104話 |          | 「從流血通往和平」           |
| 第105話 |          | 「昏迷的惑星」               |
| 第106話 |          | 「柊館大火」                 |
| 第107話 |          | 「深紅的星路」               |
| 第108話 |          | 「美人嗜血」                 |
| 第109話 |          | 「『黃金獅子旗』下黯然無光」 |
| 最終話  |          | 「夢的盡頭」                 |

##### 劇場版
- 劇場版作品——《我的征途是星辰大海》（1988年）（改編自外傳—擊碎星辰之人）。

本片為動畫版系列作中最早製作的作品。
- 《黄金之翼》（風格與漫畫版相同）（1992年）。
- 《新战争的序曲》（原創故事，是我的征途是星辰大海之後、相當於本傳之亞斯提會戰）（1993年）。

| 話數  | 日文標題 | 中文譯名               |
| ----- | -------- | ---------------------- |
| 全1話 |          | 「我的征途是星辰大海」 |
| 全1話 |          | 「黄金之翼」           |
| 全1話 |          | 「新战争的序曲」       |

##### 外傳第1期
- 第一期包括：《白银之谷》、《朝之梦、夜之歌》、《污名》、《千億之星，千億之光》（千億的星辰、千億的光芒）（1998年）。

| 話數   | 日文標題 | 中文譯名                   |
| ------ | -------- | -------------------------- |
| 全4話  |          | 「白银之谷」               |
| 全4話  |          | 「朝之梦、夜之歌」         |
| 全4話  |          | 「污名」                   |
| 全12話 |          | 「千億的星辰、千億的光芒」 |

##### 外傳第2期
- 第二期包括：《螺旋迷宫》（1999年）。

| 話數   | 日文標題 | 中文譯名                 |
| ------ | -------- | ------------------------ |
| 第1話  |          | 「艾爾．法西爾的英雄」   |
| 第2話  |          | 「英雄的新工作」         |
| 第3話  |          | 「英雄們的檔案」         |
| 第4話  |          | 「回溯過去的人旅行」     |
| 第5話  |          | 「被時間女神所愛的男人」 |
| 第6話  |          | 「英雄之死」             |
| 第7話  |          | 「喪服與軍服之間」       |
| 第8話  |          | 「收容所行星」           |
| 第9話  |          | 「俘虜與人質」           |
| 第10話 |          | 「顯微鏡規模的叛亂」     |
| 第11話 |          | 「愛克尼亞的英雄」       |
| 第12話 |          | 「來自過去的線」         |
| 第13話 |          | 「一個旅程的終結」       |
| 第14話 |          | 「尋找出口之旅」         |

- 《反叛者》（原創）、《决鬥者》（原創）、《奪還者》（原創）、《第三次迪亞馬特會戰》（改編自擊碎星辰之人）（2000年）。

| 話數  | 日文標題 | 中文譯名               |
| ----- | -------- | ---------------------- |
| 全4話 |          | 「反叛者」             |
| 全4話 |          | 「决鬥者」             |
| 全4話 |          | 「奪還者」             |
| 全2話 |          | 「第三次迪亞馬特會戰」 |

全部外傳共計52話，每話約為25分鐘

##### 外傳的順序排列
因外傳分二階段製作，且最初製作時並未依事件發生時間排序，因此故事性並不連貫(註：小說原著即是如此)。
該外傳於日後所發行的典藏版DVD/BD時被重新排序，並重新剪接預告片段以符合時間排序，經重新排序後順序如下：
0.黃金之翼（註：此為劇場版，但片尾有註明屬於外傳，影片前2分鐘為萊因哈特幼年劇情）
1.螺旋迷宮（全14話）
2.白銀之谷（全4話）
3.叛亂者（全4話）
4.決鬥者（全4話）
5.奪還者（全4話）
6.朝之夢、夜之歌（全4話）
7.千億星辰、千億光芒（全12話）
8.第三次迪亞馬特會戰（全2話）
9.污名（全4話）
10. 星之海洋 (劇場版, 改編自外傳「擊碎星辰的人」後半部份)

##### 主題曲
- 片頭曲
  - Skies of Love（第1期）
歌・作詞・作曲：秋吉満ちる（日语：Monday満ちる）、編曲：風戸慎介（日语：風戸慎介）
  - I am waiting for You（第2期）
歌・作詞・作曲：秋吉満ちる（日语：Monday満ちる）、編曲：森英治（日语：森英治）
  - Sea of the Stars（第3期）
歌・作詞：LISA（日语：LISA (歌手)）、作曲：川邊真（日语：川辺真）、編曲：風戸慎介
  - Must Be Something（第4期）
歌：Hitomi Konno（日语：こんのひとみ）、作詞・作曲：姫野真也（日语：姫野真也）、編曲：風戸慎介
  - Kid（外伝第1期）
歌：AKEMI（日语：AKEMI）、作詞・作曲：David Himeno（日语：姫野真也）、編曲：風戸慎介
  - Story of Time（外伝第2期）
歌：AKEMI、作詞・作曲：David Himeno、編曲：風戸慎介

- 片尾曲
  - （第1期）
歌・作詞・作曲：小椋佳、編曲：風戸慎介
  - （第2期）
歌・作詞・作曲：小椋佳、編曲：風戸慎介
  - （第3期）
歌・作詞：小椋佳、作曲・編曲：星勝（日语：星勝）
  - （第4期）
歌・作詞・作曲：小椋佳、編曲：風戸慎介
  - 説明（外伝第1期 白銀の谷）
歌・作詞：小椋佳、作曲：小椋佳/阿部美緒（日语：阿部美緒）、編曲：武沢豊
  - （外傳第1期 ）
歌・作詞：小椋佳、作曲：蠣崎弘（日语：蛎崎弘）、編曲：武沢豊
  - （外傳第1期 ）
歌・作詞：小椋佳、作曲：嘉納正明（日语：嘉納正明）、編曲：武沢豊
  - （外傳第1期 ）
歌・作詞：小椋佳、作曲：来生孝夫（日语：来生たかお）、編曲：小野崎孝輔（日语：小野崎孝輔）
  - （外傳第2期 ）
歌・作詞・作曲：小椋佳、編曲：風戸慎介
  - （外傳第2期 ）
歌・作詞・作曲：小椋佳、編曲：風戸慎介

- 其他樂曲
  - 
作曲・編曲：風戸慎介
  - 
歌：

##### 海外播出
香港曾在1991年8月7日起，由亞洲電視播出，成為首套在香港播出的日本深夜電視動畫。
台灣曾在1999年起，由華視在週六下午播出。

#### 银河英雄传说 Die Neue These（2018年）
《银河英雄传说 Die Neue These》是Production I.G（以下「I.G」）与松竹共同製作、2018年起推出的动画作品（动画部分由I.G实际制作）。制作方面，与上文的石黑导演的动画版几乎无关联。
第一季《银河英雄传说 Die Neue These 邂逅》为电视动画系列，共12话，2018年4月起开始播放。
第二季《银河英雄传说 Die Neue These 星乱》2019年在日本全国电影院以上映活动形式公开。共12話，分3回（3章）上映。
2020年2月13日，NHK宣佈將於同年4月在NHK教育頻道上播放第一季及第二季，並換上新的片頭曲及片尾曲。
第三季《銀河英雄傳說 Die Neue These 激戰》與《星亂》一樣，將全部12集分為3章，計劃於2022年3月4日、4月1日和5月13日上映。
第四季《銀河英雄傳說 Die Neue These 陰謀》與《激突》一樣，將全部12集分為3章，計劃於2022年9月30日、10月28日和11月25日上映。

##### 配音
顺序按官方网站：
- 莱因哈特·冯·罗严克拉姆：宮野真守
- 杨文里：鈴村健一
- 齐格飞·吉尔菲艾斯：梅原裕一郎
- 尤里安·敏兹：梶裕貴
- 巴尔·冯·奥贝斯坦（日语：パウル・フォン・オーベルシュタイン）：諏訪部順一
- 渥佛根·米达麦亚（日语：ウォルフガング・ミッターマイヤー）：小野大輔
- 奥斯卡·冯·罗严塔尔：中村悠一
- 亚列克斯·卡介伦（日语：アレックス・キャゼルヌ）：川島得愛
- 菲列特利加·格林希尔：遠藤綾
- 华尔特·冯·先寇布（日语：ワルター・フォン・シェーンコップ）：三木眞一郎
- 维利伯·尤希姆·冯·梅尔卡兹（日语：ウィリバルト・ヨアヒム・フォン・メルカッツ）：石塚運昇
- 史塔汀/施塔登：水内清光（日语：水内清光）
- 佛格：藤原貴弘
- 艾尔拉赫/叶尔拉：楠見尚己（日语：楠見尚己）
- 艾伯特·冯·法伦海特（日语：アーダルベルト・フォン・ファーレンハイト）：竹内良太
- 派特：福松進紗（日语：ふくまつ進紗）
- 培特雷：目黑光祐（日语：目黒光祐）
- 摩尔/慕亚：櫻井徹（日语：櫻井トオル）
- 拉歐：畠中祐
- 约翰·罗贝尔·拉普：小野友樹
- 安妮羅潔·馮·格裡華德：坂本真綾
- 旁白：下山吉光（日语：下山吉光）

##### 制作人员
- 原作：田中芳樹
- 監修：
- 企劃協力：Kitty Entertainment
- 監督：多田俊介
- 助監督：森山悠二郎
- 系列構成：高木登
- 角色設計：菊地洋子、寺岡巌、津島桂
- 總作畫監督：後藤隆幸、菊地洋子
- 特技監督：竹内敦志
- 機械設計：竹内敦志、臼井伸二、常木志伸
- 原創機械設計：加藤直之
- 道具設計：太田恵子
- 道具設計、紋章設計：秋篠Denforword日和
- 3D：I.G3D
- 3D監督：森本
- 美術監督：竹田悠介
- 美術設定：塩澤良憲、曽野由大、藤井一志
- 美術設計：渡部隆
- 色彩設計：竹田由香
- 音響監督：三間雅文
- 攝影監督：荒井栄児
- 編輯：植松淳一
- 音樂：橋本慎
- 音樂制作：ROOFTOP
- 執行製作人：郡司幹雄
- 製作人：田坂秀將
- 動畫製作人：磯部真彩
- 動畫制作：Production I.G
- 制作協力：徳間書店
- 製作協力：龜山敬司、DMM pictures
- 製作：松竹、Production I.G

##### 主題曲
片头曲
「Binary Star」（第1季、第2季）
作詞：Benjamin & mpi，作曲、編曲：澤野弘之，主唱：SawanoHiroyuki[nZk]:Uru
「CRY」（NHK版）
作詞：澤野弘之、Benjamin & mpi，作曲、編曲：澤野弘之，主唱：SawanoHiroyuki[nZk]:mizuki
「dust」(第3季)
作詞: cAnON. , 作曲・編曲 : 澤野弘之 ，主唱：SennaRin
片尾曲
「WISH」（第1季）
作詞：Satomi，作曲：しほり，編曲：前口渉，主唱：ELISA
「Tranquility」（第2季）
作詞：Benjamin & mpi，作曲、編曲：澤野弘之，主唱：SawanoHiroyuki[nZk]:Anly
（NHK版）
主唱：ELISA
「melt」（第3季）
作詞：茜雫凛 & cAnON. 、 澤野弘之，作曲、編曲：澤野弘之，主唱：SennaRin

##### 各話標題
| 話數          | 日文標題      | 中文標題                  | 劇本          | 分鏡                            | 演出               | 作畫監督 |
| 第1季《邂逅》 | 第1季《邂逅》 | 第1季《邂逅》             | 第1季《邂逅》 | 第1季《邂逅》                   | 第1季《邂逅》      | 第1季《邂逅》 |
| ------------- | ------------- | ------------------------- | ------------- | ------------------------------- | ------------------ | --- |
| 第1話         |               | 在永恆的黑夜中            | 高木登        | 多田俊介                        | 多田俊介           | 石井明治、後藤隆幸 |
| 第2話         |               | 阿斯提會戰                | 高木登        | 多田俊介                        | 多田俊介           | 石井明治 |
| 第3話         |               | 常勝的天才                | 根元歳三      | 森山悠二郎                      | 鈴木孝聰           | 窪田康高、福原麻衣、藤城香菜                                                                                           |
| 第4話         |               | 不敗的魔術師              | 吉永亞矢      | 松澤建一                        | 松澤建一           | 宮川智惠子、小谷杏子                                                                                                   |
| 第5話         |               | 第十三艦隊誕生            | 高木登        | 川崎逸朗                        | 市橋佳之           | 永島明子、植田實、蘇武裕子                                                                                             |
| 第6話         |               | 伊謝爾倫攻略[前篇]        | 高木登        | 松澤建一                        | 松澤建一           | 窪田康高、藤代香菜、福原麻衣                                                                                           |
| 第7話         |               | 伊謝爾倫攻略[後篇]        | 瀨古浩司      | 山本秀世                        | 鈴木孝聰           | 小谷杏子、宮川智惠子                                                                                                   |
| 第8話         |               | 卡斯楚普動亂              | 根元歳三      | 金子信吾                        | 小村方宏治         | Production I.G新潟工作室 下妻日紗子、新野量太、蘇武裕子                                                                |
| 第9話         |               | 各自的星球                | 吉永亞矢      | 川崎逸朗                        | 松澤建一           | 石井明治 |
| 第10話        |               | 幕間狂言                  | 谷村大四郎    | 中澤一登                        | 北久保弘之         | 窪田康高、蘇武裕子、本猪木浩明 吉岡敏幸、藤川大                                                                        |
| 第11話        |               | 死線[前篇]                | 高木登        | 森山悠二郎                      | 森山悠二郎         | 植田實、永島明子 |
| 第12話        |               | 死線[後篇]                | 高木登        | 頂真司                          | 須之内佑典         | 津島圭、藤城香菜、石井明治 窪田康高、蘇武裕子、菊地洋子 後藤隆幸                                                       |
| 第2季《星亂》 |               |                           |               |                                 |                    | |
| 第13話        |               | 亞姆立札                  | 谷村大四郎    | 川崎逸朗                        | 多田俊介           | 窪田康高、蘇武裕子、津島桂 菊地洋子、後藤隆幸                                                                          |
| 第14話        |               | 皇帝駕崩                  | 吉永亞矢      | 頂真司                          | 糸賀慎太郎         | 石川真理子、片桐貴悠                                                                                                   |
| 第15話        |               | 暴風雨前夕                | 谷村大四郎    | 小林敦                          | 松澤建一           | 小谷杏子、永島明子、植田實                                                                                             |
| 第16話        |               | 起火點                    | 吉永亞矢      | 頂真司                          | 小村方宏治         | 蘇武裕子、窪田康高、石井明治                                                                                           |
| 第17話        |               | 楊艦隊出動                | 高木登        | 頂真司                          | 小村方宏治         | 具志堅真由、津島桂、菊地洋子 西畑、植田實、後藤隆幸                                                                    |
| 第18話        |               | 流血的宇宙                | 谷村大四郎    | 頂真司                          | 小笠原一馬         | 窪田康高、蘇武裕子、後藤隆幸 菊地洋子                                                                                  |
| 第19話        |               | 德奧里亞星域會戰          | 根元歳三      | 森田史 森山悠二郎               | 松澤建一           | 後藤隆幸、菊地洋子、永島明子 小谷杏子、植田實                                                                          |
| 第20話        |               | 慘劇                      | 吉永亞矢      | 頂真司 森山悠二郎               | 飯山菜保子         | 窪田康高、津島桂、蘇武裕子 後藤隆幸                                                                                    |
| 第21話        |               | 屬於誰人的勝利            | 高木登        | 頂真司                          | 鈴木孝聰           | 小谷杏子、永島明子、後藤隆幸                                                                                           |
| 第22話        |               | 黃金樹倒下了              | 根元歳三      | 黃瀨和哉                        | 安藤貴史           | 永島明子、津島桂、植田實 菊地洋子、後藤隆幸                                                                            |
| 第23話        |               | 永別了，遠去的日子        | 高木登        | 小村方宏治                      | 小村方宏治         | 片桐貴悠、杉田、耳浦朋彰 渡邊愛、菊地洋子                                                                              |
| 第24話        |               | 我的朋友                  | 高木登        | 森山悠二郎                      | 多田俊介           | 佐光幸惠、後藤隆幸、窪田康高 蘇武裕子、植田實                                                                          |
| 第3季《衝突》 |               |                           |               |                                 |                    | |
| 第25話        |               | 初次上陣                  | 高木登        | 多田俊介                        | 多田俊介           | 窪田康高、小谷杏子、蘇武裕子 手塚麻美、宮川智恵子                                                                      |
| 第26話        |               | 雙璧                      | 吉永亜矢      | 森山悠二郎                      | 鈴木孝聡           | 永島明子、植田実、手塚麻美 後藤隆幸                                                                                    |
| 第27話        |               | 暴風雨之夜                | 吉永亜矢      | 森山悠二郎                      | 河原龍太           | 石井明治、中島裕里、山本径子                                                                                           |
| 第28話        |               | 改革者                    | 根元歳三      | 小村方宏治                      | 小村方宏治         | 杉田まるみ、量山祐衣、耳浦朋彰 藤巻廉                                                                                  |
| 第29話        |               | 振翅禿鷹                  | 谷村大四郎    | 松澤建一                        | 松澤建一           | 窪田康高、蘇武裕子、宮川智恵子 小谷杏子                                                                                |
| 第30話        |               | 一根細絲                  | 谷村大四郎    | 森田史、小笠原一馬              | 小笠原一馬         | 植田実、永島明子、手塚麻美 石井明治、窪田康高、後藤隆幸                                                                |
| 第31話        |               | 所失                      | 吉永亜矢      | 川崎逸郎                        | 飯山菜保子         | 石井明治、山本径子、中島裕里 量山祐衣                                                                                  |
| 第32話        |               | 質詢會                    | 根元歳三      | 相澤伽月                        | 松本佳久、鈴木孝聡 | 山崎輝彦、上野沙弥佳、海保仁美、石井明治 窪田康高、式部美代子、中島裕里、永島明子 藤巻廉、山本径子、菊池洋子、後藤隆幸 |
| 第33話        |               | 沒有武器的戰鬥            | 高木登        | 相澤伽月、森山悠二郎 小笠原一馬 | 鈴木孝聡           | 蘇武裕子、宮川智恵子、窪田康高 式部美代子、菊池洋子、森田史                                                            |
| 第34話        |               | 要塞對要塞 1:巨砲對射     | 森山悠二郎    | 多田俊介                        | 多田俊介           | 手塚麻美、永島明子、山本径子 式部美代子、小谷杏子、後藤隆幸                                                            |
| 第35話        |               | 要塞對要塞 2:激鬥         | 森山悠二郎    | 森山悠二郎                      | 小村方宏治         | 石井明治、緒方美枝子、量山祐衣                                                                                         |
| 第36話        |               | 要塞對要塞 3:魔術師的回歸 | 森山悠二郎    | 森山悠二郎                      | 河原龍太           | 窪田康高、宮川智恵子、式部美代子 手塚麻美                                                                              |
| 第4季《策謀》 |               |                           |               |                                 |                    | |
| 第37話        |               | 要塞對要塞 4:落幕         | 森山悠二郎    | 多田俊介                        | 小笠原一馬         | 石井明治、津島桂、永島明子 山本径子、蘇武裕子、小谷杏子 菊池洋子、後藤隆幸                                             |
| 第38話        |               | 決意和野心                | 高木登        | 麻宮騎亜                        | 阿部将光           | 津島桂、日向正樹、緒方美枝子、小谷杏子                                                                                 |
| 第39話        |               | 雷鳴                      | 吉永亜矢      | 相澤伽月                        | 河原龍太           | 永島明子、量山祐衣、式部美代子、蘇武裕子                                                                               |
| 第40話        |               | 迷宮                      | 根元歳三      | 相澤伽月                        | 小笠原一馬         | 石井明治、藤巻廉宮、川智恵子、窪田康高                                                                                 |
| 第41話        |               | 箭已離弦                  | 谷川四大郎    | 川崎逸郎                        | 飯山菜保子         | 窪田康高、宮川智恵子、中島裕里、藤巻廉                                                                                 |
| 第42話        |               | 銀河帝國正統政府          | 高木登        | 小村方宏治                      | 飯山菜保子         | 石井明治、日向正樹、山本径子、手塚麻美                                                                                 |
| 第43話        |               | 宣戰文告                  | 谷村大四郎    | 森山悠二郎                      | 鈴木孝聡           | 石井明治、山本径子、手塚麻美                                                                                           |
| 第44話        |               | 啟程                      | 吉永亜矢      | 森山悠二郎                      | 森山悠二郎         | 式部美代子、緒方美枝子、窪田康高、石井明治                                                                             |
| 第45話        |               | 皇帝廢立                  | 根元歳三      | 松澤建一                        | 鈴木孝聡           | 永島明子、蘇武裕子、宮川智恵子 窪田康高、小谷杏子、緒方美枝子                                                          |
| 第46話        |               | 行動代號「諸神黃昏」      | 谷村大四郎    | 小村方宏治                      | 小村方宏治         | 緒方美枝子、津島桂、Production I.G新潟スタジオ 量山祐衣、藤巻廉                                                        |
| 第47話        |               | 安魂曲的邀請函            | 根元歳三      | 松澤建一                        | 松澤建一           | 日向正樹、窪田康高、山本径子 宮川智恵子、小谷杏子                                                                      |
| 第48話        |               | 占領費沙                  | 高木登        | 多田俊介                        | 多田俊介           | 石井明治、緒方美枝子、永島明子、量山祐衣 窪田康高、蘇武裕子、宮川智恵子                                                |

##### 播放电视台
日本深夜動畫：下文記載的日本国内播放時間使用日本標準時間（UTC+9）表示。因為部分時間标识會採用30小时制，因此請留意这类超过24:00的时间，其實際播放時間為翌日清晨。
| 播放期間       | 播放時間                       | 电视台     | 播放地区   | 备注                    |
| -------------- | ------------------------------ | ---------- | ---------- | ----------------------- |
| 2018年4月3日 - | 星期二 21:00 - 21:30           | Family剧场 | 日本全域   | CS卫星 / 有重播         |
| 2018年4月5日 - | 星期四 22:30 - 23:00           | TOKYO MX   | 東京都     |                         |
| 2018年4月8日 - | 星期日 1:30 - 2:00（周六深夜） | BS11       | 日本全域   | BS卫星 / 《ANIME+》时段 |
|                | 星期日 2:38 - 3:08（周六深夜） | 每日放送   | 近畿广域圏 | 《Anime Shower》第2部   |

网络方面，GYAO!于2018年4月4日起更新本作第一季。首播电视台Family剧场定于正式开播前一週的3月31日（星期六）21時 - 21時30分播出特别节目《行走银河》，之后21時30分 - 22時先行播出第1話。特别节目由宫野真守（莱因哈特声优）、梅原裕一郎（吉尔菲艾斯声优）出演。
海外播放 香港ANIMAX台，2018年11月21日起，傍晚八至九時，每逢星期一與星期二連播兩集。

### 漫画
改編漫畫版分別由道原克己和鴨下幸久作畫，連載雜誌和單行本均由德間書店發行。

#### 首次發表·連載
- 1986年，外傳《黃金之翼》由Animage Comics書系發行。

- 1987年12月，外傳《白銀之谷》 於《SF Adventure（日语：SFアドベンチャー）增刊》銀河英雄傳說特集號揭載（所有漫畫版中僅此一部為鴨下幸久作畫）。
收錄於《Trouble★Triangle》（1994年4月20日發行，田中芳樹原作，鴨下幸久作畫，Animage Comics Special書系）ISBN 4-19-770004-0

- 1988年，本篇於《月刊少年キャプテン（日语：月刊少年Captain）》開始連載（1989年1月号-1992年3月号）。

- 1992年，本篇於《Animage增刊Noël》1993 WINTER號再度開始連載。

- 1994年，本篇於《Chara（日语：Chara (雑誌)）》再度開始連載（Vol.1-2000年2月号）。

- 2006年，本篇於《月刊COMIC RYU（日语：月刊COMICリュウ）》再度開始連載（2006年12月号（創刊2号）-）。
本篇雌伏篇之後內容的連載，但未發行單行本。

#### 二度發表·連載
2015年，由藤崎龍作畫，在周刊YOUNG JUMP上開始新的連載。

#### 單行本
道原克己作畫的作品。發行時所屬書系全名使用如下略稱代替：
- SCS：少年Captain Comics Special
- ACC：Animage Chara Comics
- CC：Chara Comics
- ACS：Animage Comics Special
- RC：RYU COMICS

##### 本篇、外傳
早期單行本
早期以單行本形式發行，B6開本。
- （1986年8月10日發行、Animage Comics）
- （1990年2月25日發行、少年Captain Special）ISBN 4-19-830021-6
- （1990年12月20日發行、SCS）ISBN 4-19-830122-0
- （1991年10月15日發行、SCS）ISBN 4-19-831100-5
- （1992年4月20日發行、SCS）ISBN 4-19-832041-1
- （1994年1月20日發行、SCS）ISBN 4-19-834010-2
- （1994年11月10日發行、SCS）ISBN 4-19-830036-4
- （1995年9月25日發行、ACC）ISBN 4-19-960004-3
- （1996年9月25日發行、ACC）ISBN 4-19-960028-0
- （1998年3月25日發行、CC）ISBN 4-19-960063-9
- （1999年1月20日發行、CC）ISBN 4-19-960087-6
- （2000年3月25日發行、CC）ISBN 4-19-960122-8

總集篇
B5開本
- （1989年8月30日發行、少年Captain8月号增刊）
- （1990年5月25日發行、少年Captain5月号增刊）
- （1991年4月20日發行、少年Captain4月号增刊）

便利店漫畫版
B6開本
- （2006年11月15日發行、TOKUMA FAVORITE COMICS）ISBN 4-19-780365-6

愛藏版
A5開本
- （2007年3月發行、ACS）ISBN 978-4-19-770137-7
收錄單行本1、2卷。
- （2007年3月發行、ACS）ISBN 978-4-19-770138-4
收錄單行本3、4卷。
- （2007年5月20日發行、ACS）ISBN 978-4-19-770139-1
收錄單行本5、6卷。
- （2007年6月20日發行、ACS）ISBN 978-4-19-770140-7
收錄單行本7、8卷。
- （2007年7月20日發行、ACS）ISBN 978-4-19-770141-4
收錄單行本9、10卷。
- （2007年8月20日發行、ACS）ISBN 978-4-19-770142-1
收錄單行本11卷和《黃金之翼》。

##### 英雄們的肖像
B6開本
- （2008年1月1日發行、RC）ISBN 978-4-19-950062-6
- （2009年7月1日發行、RC）ISBN 978-4-19-950124-1
- （2011年4月1日發行、RC）ISBN 978-4-19-950237-8
- （2013年4月1日發行、RC）ISBN 978-4-19-950335-1

#### 繁體中文版
- 由東立出版社代理，代理版本為日版愛藏版（6卷），但繁中版分為全13卷發售，其中外傳《黃金之翼》收錄於12、13卷。36開。
  - 《銀河英雄傳說 1》（2009年9月9日發行）ISBN 978-986-10-4025-7
  - 《銀河英雄傳說 2》（2009年9月9日發行）ISBN 978-986-10-4026-4
  - 《銀河英雄傳說 3》（2010年1月25日發行）ISBN 978-986-10-4027-1
  - 《銀河英雄傳說 4》（2010年1月25日發行）ISBN 978-986-10-4028-8
  - 《銀河英雄傳說 5》（2010年2月10日發行）ISBN 978-986-10-4029-5
  - 《銀河英雄傳說 6》（2010年2月10日發行）ISBN 978-986-10-4030-1
  - 《銀河英雄傳說 7》（2010年4月12日發行）ISBN 978-986-10-4073-8
  - 《銀河英雄傳說 8》（2010年4月12日發行）ISBN 978-986-10-4074-5
  - 《銀河英雄傳說 9》（2010年5月11日發行）ISBN 978-986-10-4075-2
  - 《銀河英雄傳說 10》（2010年5月11日發行）ISBN 978-986-10-4076-9
  - 《銀河英雄傳說 11》（2010年6月14日發行）ISBN 978-986-10-4077-6
  - 《銀河英雄傳說 12》（2010年6月14日發行）ISBN 978-986-10-5693-7
  - 《銀河英雄傳說 13》（2010年7月6日發行）ISBN 978-986-10-5694-4

- 青文出版社代理，藤崎龍作畫。

| 卷數 | 集英社         | 集英社                 | 青文出版社     | 青文出版社             | 青文出版社            |
| 卷數 | 發售日期       | ISBN                   | 發售日期       | EAN / ISBN             | 限定版 EAN            |
| ---- | -------------- | ---------------------- | -------------- | ---------------------- | --------------------- |
| 1    | 2016年2月19日  | ISBN 978-4-08-890377-4 | 2017年12月4日  | EAN 471-801-602-715-2  | EAN 471-801-602-759-6 |
| 2    | 2016年5月19日  | ISBN 978-4-08-890439-9 | 2018年2月1日   | EAN 471-801-602-809-8  | EAN 471-801-602-810-4 |
| 3    | 2016年8月19日  | ISBN 978-4-08-890440-5 | 2018年4月19日  | EAN 471-801-602-898-2  | EAN 471-801-602-899-9 |
| 4    | 2016年11月9日  | ISBN 978-4-08-890441-2 | 2018年6月11日  | EAN 471-8016-02991-0   | 不適用                |
| 5    | 2017年2月17日  | ISBN 978-4-08-890588-4 | 2018年9月6日   | ISBN 978-986-356-574-1 | 不適用                |
| 6    | 2017年5月19日  | ISBN 978-4-08-890638-6 | 2018年12月6日  | ISBN 978-986-356-721-9 | 不適用                |
| 7    | 2017年8月18日  | ISBN 978-4-08-890723-9 | 2019年2月18日  | ISBN 978-986-356-823-0 | 不適用                |
| 8    | 2017年11月17日 | ISBN 978-4-08-890780-2 | 2019年5月6日   | ISBN 978-986-356-907-7 | 不適用                |
| 9    | 2018年2月19日  | ISBN 978-4-08-890857-1 | 2019年8月12日  | ISBN 978-986-512-021-4 | 不適用                |
| 10   | 2018年4月19日  | ISBN 978-4-08-890896-0 | 2019年11月7日  | ISBN 978-986-512-137-2 | 不適用                |
| 11   | 2018年9月19日  | ISBN 978-4-08-891140-3 | 2019年12月4日  | ISBN 978-986-512-181-5 | 不適用                |
| 12   | 2018年12月19日 | ISBN 978-4-08-891142-7 | 2020年8月13日  | ISBN 978-986-512-462-5 | 不適用                |
| 13   | 2019年3月19日  | ISBN 978-4-08-891225-7 | 2020年10月21日 | ISBN 978-986-512-546-2 | 不適用                |
| 14   | 2019年6月19日  | ISBN 978-4-08-891313-1 | 2020年12月10日 | ISBN 978-986-512-642-1 | 不適用                |
| 15   | 2019年9月19日  | ISBN 978-4-08-891379-7 | 2021年3月25日  | ISBN 978-986-512-903-3 | 不適用                |
| 16   | 2019年12月19日 | ISBN 978-4-08-891446-6 | 2021年9月15日  | ISBN 978-626-303-293-4 | 不適用                |
| 17   | 2020年3月19日  | ISBN 978-4-08-891497-8 | 2021年11月29日 | ISBN 978-626-303-855-4 | 不適用                |
| 18   | 2020年7月17日  | ISBN 978-4-08-891642-2 | 2022年4月13日  | ISBN 978-626-322-260-1 | 不適用                |
| 19   | 2020年12月18日 | ISBN 978-4-08-891738-2 | 2022年7月7日   | ISBN 978-626-322-632-6 | 不適用                |
| 20   | 2021年4月19日  | ISBN 978-4-08-891847-1 | 2022年10月3日  | ISBN 978-626-340-074-0 | 不適用                |
| 21   | 2021年8月17日  | ISBN 978-4-08-892060-3 | 2023年2月6日   | ISBN 978-626-340-534-9 | 不適用                |
| 22   | 2021年12月17日 | ISBN 978-4-08-892174-7 |                |                        | 不適用                |
| 23   | 2022年4月19日  | ISBN 978-4-08-892281-2 |                |                        | 不適用                |
| 24   | 2022年8月19日  | ISBN 978-4-08-892410-6 |                |                        | 不適用                |
| 25   | 2023年1月19日  | ISBN 978-4-08-892584-4 |                |                        | 不適用                |

### 游戏
由於銀河英雄傳說的小說與相關動漫畫大受歡迎，因此遊戲也推陳出新，PC、PlayStation、和Sega都有銀河英雄傳說的遊戲，甚至連超級任天堂與早期的任天堂紅白機（FC）也曾推出過。

#### PC版
银河英雄传说
- 年份＝1989 
  - 对应机型＝PC9801E/F/VF/M/VM/VX/RX/RA/XL/DO/U/UV/UX/CV/LV/PC-286/PC-8801/X68000/MSX2
  - 存储媒体＝5'2HD/3.5'2HD软盘（PC9801）
  - 必要环境＝RAM384Kb以上/软盘驱动器（PC9801）
  - BGM/SE＝FM音源（PC9801）

PC版KEMCO第一作。指挥帝国军舰队对同盟领侵攻。5个的剧本，文字记号形式对舰队战斗/移动/补给作出命令。
银河英雄传说II
- 年份＝1990年 
  - 对应机型＝PC9801VM以上/UV以上/PC-286/PC-386/X68000/MSX2
  - 存储媒体＝5'2HD/3.5'2HD软盘
  - 必要环境＝RAM640Kb以上/软盘驱动器
  - BGM/SE＝FM音源/MIDI（对应音源＝MT-32/CM-32L/CM-64）

PC版KEMCO第2作。基本部分与第一作相同。能任意选择5个的剧本BGM全曲使用。
银河英雄传说IIDX
- 年份＝1990年 
  - 对应机型＝PC9801VM以上/UV以上/PC-286/PC-386/X68000/MSX2/FM-TOWNS
  - 存储媒体＝5'2HD/3.5'2HD软盘/CD-ROM
  - 必要环境＝RAM640Kb以上/软盘驱动器
  - BGM/SE＝FM音源/MIDI（对应音源＝MT-32/CM-32L/CM-64）

PC版KEMCO前作之拓展版。BGM音乐追加收录。
银河英雄传说III
- 年份＝1993年 
  - 对应机型＝PC9801VM以上/UV以上/PC-286/PC-386/X68000
  - 存储媒体＝5'2HD/3.5'2HD软盘
  - 必要环境＝RAM640Kb以上/软盘驱动器/16色/硬盘使用可能
  - BGM/SE＝FM音源/MIDI（对应音源＝MT-32/CM-32L/CM-64）

PC版KEMCO第3作。战舰阵型变更。战斗加入各星域的支持率经济之发展要素。
银河英雄传说III SP
- 年份＝1993年（DOS/V版1994年） 
  - 对应机型＝PC9801VM以上/UV以上/PC-286/PC-386/DOS/V/FM-TOWNS/Windows95
  - 存储媒体＝5'2HD/3.5'2HD软盘/CD-ROM
  - 必要环境＝RAM640Kb以上/软盘驱动器/16色/Hard disk使用可能
  - BGM/SE＝FM音源/MIDI（对应音源＝MT-32/CM-32L/CM-64）

PC版第3作之拓展版。要塞炮发射射程限制等的系统变更。银河英雄传PC的游戏中的经典作，自由度也是至今少有的作品。
银河英雄传说IV／银河英雄伝说IV EXset
- 年份＝1994年 
  - 对应机型＝PC9801VX以上/UX以上/PC-9821/PC-286/PC-386/PC-486
  - 存储媒体＝5'2HD/3.5'2HD软盘驱动器/CD-ROM
  - 必要环境＝CPU80286以上(V30不可)/RAM 640Kb以上/软盘驱动器/16色/Hard disk
  - BGM/SE＝FM音源/MIDI（对应音源＝MT-32/CM-32L/CM-64/SC-33/SC-55/Mk-II/CM300/500）

PC版第4作基本部分是第3作再发展。银河英雄传PC的游戏中，较为出色的作品，是个类似于三国志III的SLG游戏。当中保留了大量中原著人物的经典对话，并将人物间的好恶关系忠实反应在游戏中，相当成功。
银河英雄传说IV EX
- 年份＝1996-97年 
  - 对应系统＝Windows98/95
  - 存储媒体＝CD-ROM
  - 必要环境＝Pentium75Mhz以上/RAM 16Mb以上/画面800×600/256色以上/硬盘空间15Mb以上/ 2倍速以上CD-ROM
  - BGM＝MIDI（对应音源＝LA音源/GS音源）

EXset之Windows移植版。
银河英雄传说V
- 年份＝1998年 
  - 对应机型＝Windows95/NT4.0
  - 存储媒体＝CD-ROM
  - 必要环境＝Pentium90Mhz以上/RAM 16Mb以上/画面640×480/要16万色/硬盘空间30Mb以上/2倍速以上CD-ROM
  - BGM＝MIDI（对应音源＝LA音源/GS音源）

PC版第5作。开发机种从PC-9801变成Windows环境。以回合方式战术游戏。在各自的阵营，指挥全部的舰队。系统剧本全参照银河英雄传说著名战役 ,不过根据胜利条件不同以发出分歧剧本的发生，玩出与原作不同的结局。
银河英雄传说V-grand
- 年份＝1998年 
  - 对应系统＝Windows95/NT4.0
  - 存储媒体＝CD-ROM
  - 必要环境＝Pentium90Mhz以上/RAM 16Mb以上/画面640×480/要16万色/硬盘空间30Mb以上/2倍速以上CD-ROM
  - BGM＝MIDI（对应音源＝LA音源/GS音源）

PC版第5作之拓展版。
银河英雄传说VI 
- 年份＝2000年 
  - 对应系统＝Windows95/98
  - 存储媒体＝CD-ROM
  - 必要环境＝Pentium166Mhz以上/RAM 64Mb以上/画面800×600要16万色/DirectX6.1以上/硬盘空间 400Mb以上/4倍速以上CD-ROM
  - BGM＝CD-DA

以带领1舰队以上的舰队的形式玩，只能以战术方式游戏。能进行网络对战(现在是不能)。初期的版本剧本只有亚斯提星会战·亚姆立札星阶会战等，后期版本被追加了的剧本。BGM编入了由著名演奏家谱写的古典音乐，非常美丽，多是动画片中未被采用的曲子。舰队战斗时的CG是3D的。
银河英雄传说VI SG
网络对战限定版，亚姆立札星前哨战，兰堤马里欧星域会战、回廊作战，第二次兰堤马里欧会战的剧本可以选择。
银河英雄传说VS
- 发行时间＝2003年3月27日 
  - 对应系统＝Windows 98/Me/2000/XP
  - 存储媒体＝CD-ROM

以戰艦艦長、戰機飛行員個別觀點的模擬射擊遊戲。
银河英雄传说VII
- 发行时间＝2004年5月14日
  - 对应系统＝Windows 2000/XP
  - 存储媒体＝CD-ROM

海外為「銀河英雄傳說Online」，由日本Bothtec與韓國NetMarble（Plenus）共同研發多人對戰線上遊戲，並預定在中國大陸、台灣推出；但卻是Bothtec擅自註冊商標、授權，經再三警告未改善，而遭原作版權業者「Wright Staff」解約於2005年4月終止，海外合作計劃胎死腹中，也結束其長期獨家發行銀英桌機遊戲的局面。自此Bothtec一蹶不振，2009年5月1日被合併。
银河英雄传说
- 发行时间＝2008年10月16日
  - 对应系统＝Windows XP SP2 日本语版 / Windows Vista(R) 日本语版
  - 存储媒体＝DVD-ROM
  - 必要环境＝CPU Intel Core 2 Duo E6750 2.66Ghz同级以上
    - RAM 2GB以上最低1GB
    - 硬盘容量4GB以上（最低2GB以上）
    - 分辨率1,024×768以上
    - 显示卡建议GeForce8600GT-256MB RAM以上(最低GeForce7300LE-128MB RAM以上)
    - DirectX(R) DirectX 9.0c以上

Bandaigames出品的PC版战略战争游戏。游戏里登场的提督有70名以上，完全收录专用的旗舰和各种各样原作的「名言」，使得游戏经典场面能一一重现各种阵形（包围阵、突击阵、防御阵）的相克并活用个别提督的“特技”、补给回复与战斗艇攻击等方可改写战争结果。收录部份OVA及动画之名场面，另新增“If”剧本让玩家挑战原作的战果。

#### Mac版
銀河英雄傳説 5 for Macintosh
- 年份＝2000年8月3日 
  - 对应機種＝Macintosh MacOS8.0
  - 多媒體＝CD-ROM
  - 必要環境＝PPC603e以上/RAM 10Mb以上/画面640x480/ 32000色以上/空出Hand disk 60Mb以上/QuickTime 3.0.2以降

### 角子機
- 年份=2007年9月
  - 出品會社: Heiwa 平和株式會社
  - 兩個型號H1AX/H9AX可供選擇玩法和介紹[22]

### 舞台剧
「舞台《银河英雄传说》实行委員会」自2011年起推出舞台劇。
改编自《Die Neue These》的演劇“舞台《銀河英雄伝説 Die Neue These》”预计2018年秋季上演。

### 真人版电影
2017年，中国的「稼軒環球电影公司」宣布将本作改编为3部真人版电影。第1作预计2020年上映。

### 有声书籍
2013年6月起，株式会社RRJ陆续发布《银河英雄传说 -朗读-》系列朗读版Android、iOS应用（現已转移至kikubon网站），音源受田中芳樹事務所认可，涵盖本传和外传。

## 评价及影響
由於此作品大受歡迎，漫畫家真鍋讓治自此獲得靈感；在1989年發表了漫畫銀河戰國群雄傳。
其他受到其影響的科幻作品，有日本另一位作家森岡浩之的星界的紋章、星界的戰旗。

## 外部連結
- （日語）銀河英雄傳說 官方網站 （页面存档备份，存于）
- （日語）銀河英雄傳說 WindowsPc games官方網站 （页面存档备份，存于）
- （中文）紅茶館 銀河英雄傳說 繁體 非官方網站 （页面存档备份，存于）
- （英文）銀河英雄傳說 非官方網站 （页面存档备份，存于）